# 2015 na música sul-coreana

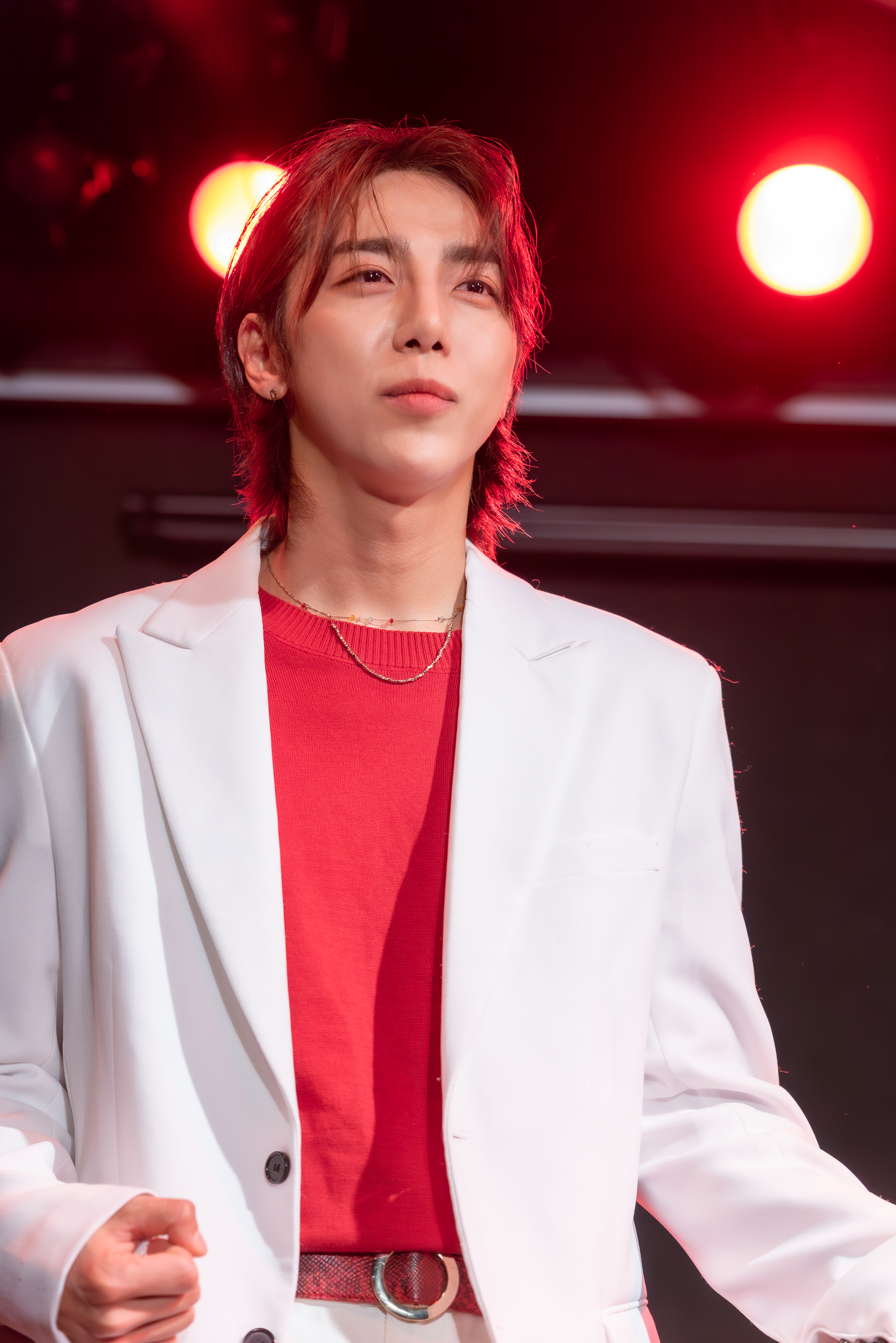
ウォンシク 2023-12-24 Mydoll Live

Esta é uma lista de eventos notáveis e lançamentos ocorridos na música da Coreia do Sul em 2015.

## Bandas estreantes, em hiato e extintas em 2015

### Grupos em hiato
- 2NE1
- Winner

### Grupos extintos
- Bob Girls
- F-ve Dolls
- GLAM
- Jewelry
- SMASH
- WonderBoyz
- 1PUNCH

## Lançamentos em 2015

### Janeiro
| Data | Título               | Artista                           | Gênero(s)          | Single(s) | Notas                          | Gravadora(s)                                   |
| ---- | -------------------- | --------------------------------- | ------------------ | --- | ------------------------------ | ---------------------------------------------- |
| 02   | Why                  | 4TEN                              | Dance-pop          | "Why" (lançado em 2 de janeiro de 2015) | Single digital                 | Jungle Entertainment                           |
| 02   | No.MERCY Part.1      | San E, Hyolyn (Sistar) & JooHeon  | Hip hop, R&B       | "Coach Me" (lançado em 2 de janeiro de 2015) | Single de colaboração          | Starship Entertainment                         |
| 03   | First                | Ferlyn G                          | Pop                | "Luv Talk" (lançado em 3 de janeiro de 2015) | Álbum single de estreia solo   | Alpha Entertainment                            |
| 05   | Coming Soon          | NC.A                              | Pop                | "Coming Soon" (lançado em 5 de janeiro de 2015) | Single digital                 | JJ Holic Media                                 |
| 05   | Day By Day           | HIGH4                             | Hip hop, R&B       | "Day By Day" (lançado em 5 de janeiro de 2015) | Terceiro álbum single          | N.A.P Entertainment                            |
| 05   | Wiggle Wiggle        | Hello Venus                       | Dance-pop          | "Wiggle Wiggle" (lançado em 5 de janeiro de 2015) | Quinto álbum single            | Fantagio Entertainment                         |
| 06   | Real Story           | Navi                              | Balada             | "I Ain't Going Home Tonight" (lançado em 5 de setembro de 2013) "Gone Too Far" (lançado em 11 de março de 2014) "First Snow" (lançado em 12 de novembro de 2014) "At the Han" (lançado em 6 de janeiro de 2015) | Segundo mini-álbum             | ITM Entertainment                              |
| 07   | My Day               | FLASHE                            | Pop                | "My Day" (lançado em 7 de janeiro de 2015) | Quarto álbum single            | CGM Entertainment                              |
| 07   | Missing You          | Zia & HeartB                      | Balada             | "Missing You" (lançado em 7 de janeiro de 2015) | Segundo digital single         | Marblepop Entertainment                        |
| 08   | Invisible            | Noel                              | Balada             | "Your Voice" (lançado em 8 de janeiro de 2015) | Mini-álbum                     | YNB Entertainment                              |
| 08   | Star Warz            | Outsider & Twista                 | Hip hop            | "Star Warz" (lançado em 8 de janeiro de 2015) | Single de colaboração          | ASSA Communication                             |
| 09   | Piece Of Mine        | Mad Clown                         | Hip hop            | "Fire" (lançado em 9 de janeiro de 2015) | Terceiro mini-álbum            | Starship X                                     |
| 09   | Surprise             | HALO                              | Dance-pop          | "Surprise" (lançado em 9 de janeiro de 2015) | Segundo álbum single reeditado | C.TWO Entertainment                            |
| 12   | Base                 | Jonghyun (SHINee)                 | Pop                | "Déjà-Boo" (lançado em 7 de janeiro de 2015) "Crazy (Guilty Pleasure)" (lançado em 12 de janeiro de 2015) | Mini-álbum de estreia solo     | SM Entertainment                               |
| 12   | Y-Shirt              | Soyul (Crayon Pop)                | Pop                | "Y-Shirt" (lançado em 12 de janeiro de 2015) | Single de estreia solo         | Chrome Entertainment                           |
| 13   | Break Ya             | LU:KUS                            | Dance-pop          | "Break Ya" (lançado em 13 de janeiro de 2015) | Segundo single digital         | Pan Entertainment                              |
| 13   | Again                | Honey Girls                       | Dance-pop          | "Again" (lançado em 13 de janeiro de 2015) | Single de estreia              | Leeds Entertainment                            |
| 14   | Fire                 | JJCC                              | Dance-pop          | "Fire" (lançado em 14 de janeiro de 2015) | Segundo single digital         | Jackie Chan Group Korea                        |
| 14   | Fall Into Temptation | Tahiti                            | Dance-pop          | "Phone Number" (lançado em 14 de janeiro de 2015) | Segundo mini-álbum             | Dream Star Entertainment                       |
| 14   | Been a Long Time     | Infinite Flow                     | Hip hop            | "Been a Long Time" (lançado em 14 de janeiro de 2015) | Single digital                 | Brand New Music                                |
| 15   | Season of Glass      | G-Friend                          | Dance-pop          | "Glass Bead" (lançado em 15 de janeiro de 2015) | Mini-álbum de estreia          | Source Music Entertainment                     |
| 15   | No.MERCY Part.2      | Giriboy, Soyou (Sistar) & KiHyeon | Hip hop, R&B       | "Pillow" (lançado em 15 de janeiro de 2015) | Single de colaboração          | Starship Entertainment                         |
| 15   | Temptation           | ZZBest                            | Dance-pop          | "Temptation" (lançado em 15 de janeiro de 2015) | Álbum single de estreia        | Faith Entertainment                            |
| 16   | Cigarette & Liquor   | Untouchable                       | Hip hop            | "Cigarette & Liquor" (lançado em 16 de janeiro de 2015) | Oitavo álbum single digital    | TS Entertainment                               |
| 16   | I Like               | Fri.D                             | Hip-hop, R&B       | "I Like" (lançado em 16 de janeiro de 2015) | Single de estreia              | Star Factory Entertainment                     |
| 19   | Coming Home          | G. Soul                           | Hip hop            | "You" (lançado em 19 de janeiro de 2015) | Álbum de estreia               | JYP Entertainment                              |
| 19   | Oh                   | Dawg'loo                          | R&B                | "Oh" (lançado em 19 de janeiro de 2015) | Mini álbum de estreia          | Danal Entertainment                            |
| 20   | One Fine Day         | Yonghwa (CNBLUE)                  | Pop, R&B, Rock     | "Mileage" (lançado em 9 de janeiro de 2015) "One Fine Day" (lançado em 20 de janeiro de 2015) "Checkmate" (lançado em 30 de janeiro de 2015)                                                                    | Álbum de estreia solo          | FNC Entertainment                              |
| 21   | Davichi Hug          | Davichi                           | Pop, Balada        | "Cry Again" (lançado em 21 de janeiro de 2015) "Sorry, I'm Happy" (lançado em 21 de janeiro de 2015) | Quarto mini-álbum              | CJ E&M Music                                   |
| 21   | Sing Sing Sing       | Eddy Kim                          | R&B                | "Apologise" (lançado em 16 de janeiro de 2015) "My Love" (lançado em 21 de janeiro de 2015) | Segundo mini-álbum             | Mystic89                                       |
| 21   | Trace                | LEGEND                            | Balada             | "Trace" (lançado em 21 de janeiro de 2015) | Segundo single digital         | JK Space Entertainment                         |
| 22   | The Anthem           | 1Punch                            | Hip hop            | "Nightmare" (lançado em 22 de janeiro de 2015) "Turn Me Back" (lançado em 22 de janeiro de 2015) | Álbum single de estreia        | Brave Entertainment & D-Business Entertainment |
| 23   | I'm Not an Easy Girl | Lizzy (After School)              | Trot               | "I'm Not an Easy Girl" (lançado em 23 de janeiro de 2015) | Single de estreia solo         | Pledis Entertainment                           |
| 23   | Drama                | Nine Muses                        | Dance-pop          | "Drama" (lançado em 23 de janeiro de 2015) | Terceiro mini-álbum            | Star Empire Entertainment                      |
| 23   | Always               | U-KISS                            | Dance-pop          | "Smart Love" (lançado em 14 de janeiro de 2015) "Playground" (lançado em 23 de janeiro de 2015) | Décimo mini-álbum              | NH Media                                       |
| 26   | Fly Again            | Infinite H                        | Hip hop, Dance-pop | "Pretty" (lançado em 26 de janeiro de 2015) | Segundo mini-álbum             | Woollim Entertainment                          |
| 26   | Cold Rain            | 4Minute                           | Balada             | "Cold Rain" (lançado em 26 de janeiro de 2015) | Single digital                 | Cube Entertainment                             |
| 26   | Not Enough           | 6 to 8                            | Balada             | "Not Enough" (lançado em 26 de janeiro de 2015) | Single digital                 | LOEN Entertainment                             |
| 27   | COME                 | SA-M                              | Balada             | "COME" (lançado em 27 de janeiro de 2015) | Single de estreia solo         | Southern Koreax Entertainment                  |
| 28   | Your Love            | ELO                               | Hip hop, R&B       | "Your Love" (lançado em 28 de janeiro de 2015) | Single de estreia              | AOMG                                           |
| 29   | Sunny Blues Part.B   | Sunny Hill                        | Dance-pop          | "Child In Time" (lançado em 26 de janeiro de 2015) | Primeiro álbum                 | LOEN Entertainment                             |
| 30   | 365                  | Hanhae (Phantom)                  | Hip hop, R&B       | "The Man Of The Year" (lançado em 30 de janeiro de 2015) | Primeiro álbum                 | Brand New Music                                |
| 30   | Dangerous            | Tey (Mr. Mr.)                     | Dance-pop          | "Dangerous" (lançado em 30 de janeiro de 2015) | Single digital                 | TH E&M                                         |
| 30   | Always               | A.KOR                             | Dance-pop          | "Always" (lançado em 30 de janeiro de 2015) | Segundo single                 | Warner Music Korea                             |

#### Fevereiro
| Data | Título                             | Artista                                                                   | Gênero(s)    | Singles                                                                                                  | Notas                         | Gravadora (s)                                             |
| ---- | ---------------------------------- | ------------------------------------------------------------------------- | ------------ | --- | ----------------------------- | --------------------------------------------------------- |
| 02   | It's Cold                          | Shim Hyun Bo                                                              | Ballad       | "It's Cold" (lançado em 2 de fevereiro de 2015)                                                          | Quarto álbum                  | LOEN Entertainment                                        |
| 02   | Bubble Jacuxxi                     | SA-M                                                                      | Dance-pop    | "Bubble Jacuxxi" (lançado em 2 de fevereiro de 2015)                                                     | Single digital                | Southern Koreax Entertainment                             |
| 02   | Young                              | Zion.T & Crush                                                            | R&B, Hip-Hop | "Just" (lançado em 2 de fevereiro de 2015)                                                               | Projeto de álbum colaborativo | Amoeba Culture                                            |
| 04   | Love Wifi                          | Hong Jin Young                                                            | Trot         | "Love Wifi"                                                                                              | Single digital                | Music K Entertainment                                     |
| 04   | On Rainy Days                      | Kim Tae Bum (Party Street) & Sojin (Girl's Day)                           | Pop          | "On Rainy Days"                                                                                          | Single de colaboração         | DreamT Entertainment, LOEN Entertainment                  |
| 04   | Perfect                            | MYK (estrelando Park Shin Hye)                                            | Pop          | "Perfect"                                                                                                | Single digital                | Kt Music                                                  |
| 05   | BES Single Project                 | Naul (Brown Eyed Soul)                                                    | R&B, Ballad  | "You From The Same Time"                                                                                 | Projeto de single sólo        | Santa Music                                               |
| 05   | Just One Day                       | JeA (Brown Eyed Girls) Part. Baro (B1A4)                                  | R&B, Pop     | "Just One Day"                                                                                           | Projeto álbum                 | Nega Network                                              |
| 05   | No.MERCY Part.3                    | Giriboy, Mad Clown, Jooyoung & No.MERCY                                   | R&B, Hip-hop | "0 (YOUNG)"                                                                                              | Single de colaboração         | Starship X                                                |
| 05   | Words I Want To Tell You All Night | 1sagain (estrelando NC.A)                                                 | Rap, Pop     | "Words I Want To Tell You All Night"                                                                     | Single                        | NeuroN Music                                              |
| 06   | Don't Lie To Me                    | VIVID                                                                     | Pop          | "Don't Lie To Me"                                                                                        | Single digital                | N Tree Entertainment                                      |
| 06   | Angel to Me                        | McKay Kim                                                                 | Pop          | "Angel to Me"                                                                                            | Single de estreia             | Dorothy Company                                           |
| 06   | Unpretty Rapstar Track 1           | Yuk Ji Dam (Prod. Por Zico (Block B)                                      | Hip-Hop, R&B | "Stayed Up All Night"                                                                                    | Single digital                | CJ E&M                                                    |
| 09   | Crazy                              | 4Minute                                                                   | Dance-pop    | "Cold Rain" (lançado em 26 de janeiro de 2015) "Crazy" (lançado em 9 de fevereiro de 2015)               | Sexto mini álbum              | Cube Entertainment                                        |
| 09   | Love is Madness                    | 15&                                                                       | Pop          | "Love is Madness"                                                                                        | Terceiro single digital       | JYP Entertainment                                         |
| 09   | Because of You                     | Berry Good                                                                | Dance-pop    | "Because of You"                                                                                         | Segundo single digital        | Asia Bridge Contents                                      |
| 10   | Beautiful                          | KIXS (Jeesu de DMTN)                                                      | Dance-pop    | "Beautiful"                                                                                              | Single de estreia sólo        | Soul Shop Entertainment                                   |
| 10   | Don't Forget Me                    | T.S (T-ara, Speed, The SeeYa & Cho Seunghee)                              | Pop          | "Don't Forget Me"                                                                                        | Single digital                | MBK Entertainment                                         |
| 11   | Goodbye PMS                        | Lizzy (After School) & Park Myung Soo                                     | Dance-pop    | "Goodbye PMS"                                                                                            | Single de colaboração         | Pledis Entertainment                                      |
| 11   | Sweet Project Vol.1                | Fresh Girls                                                               | Pop          | "I Have Something to Say"                                                                                | Single digital                | ChungChun Music                                           |
| 12   | MYNAME The 2nd Mini Album          | MYNAME                                                                    | Dance-pop    | "너무 very 막'' (lançado em 12 de fevereiro de 2015)                                                     | Segundo EP                    | H2 Media                                                  |
| 12   | WS Duet Project No.4               | Wheesung & Ailee                                                          | R&B          | "Kiss"                                                                                                   | Single de colaboração         | YMC Entertainment                                         |
| 12   | No.MERCY Part.4                    | JooHeon, HyungWon & I.M Part Yella Diamond                                | Hip-Hop      | "Interstellar"                                                                                           | Single digital                | Starship Entertainment                                    |
| 13   | LIFE                               | Rubber Soul                                                               | hip-hop      | "LIFE"                                                                                                   | Álbum single de estrEia       | Universal Music Korea, Happy Tribe Entertainment & withHC |
| 13   | Well Done                          | Zico (Block B) Part. Ja Mezz                                              | hip-hop      | "Well Done"                                                                                              | Segundo single digital        | Seven Seasons                                             |
| 13   | Lighthouse                         | Eluphant Part Kim Tae Woo (G.O.D)                                         | hip-hop      | "Lighthouse"                                                                                             | Single digital                | Brand New Music                                           |
| 13   | Unpretty Rapstar Track 3           | Cheetah, Jessi H.O. & Kangnam (Prod. por Verbal Jint)                     | Hip-Hop, R&B | "My Type"                                                                                                | Single digital                | CJ E&M                                                    |
| 16   | oNIELy                             | Niel (Teen Top)                                                           | Dance-pop    | "Lovekiller" (lançado em 16 de fevereiro de 2015)                                                        | EP de estreia                 | TOP Media                                                 |
| 16   | Beautiful                          | Amber (f(x))                                                              | Dance-pop    | "Beautiful" (lançado em 13 de fevereiro de 2015) "Shake That Brass" (lançado em 13 de fevereiro de 2015) | EP de estreia                 | SM Entertainment                                          |
| 16   | Yes I Do                           | Almeng                                                                    | Pop          | "Yes I Do"                                                                                               | Single digital                | YNB Entertainment                                         |
| 16   | The End                            | Kris Leone                                                                | Pop          | "The End" (lançado em 16 de fevereiro de 2015)                                                           | Primeiro álbum                | Kt music                                                  |
| 16   | It's Your Destiny                  | Norazo                                                                    | Pop rock     | "It's Your Destiny"                                                                                      | Single digital                | LOEN Entertainment                                        |
| 16   | OK                                 | Bellroseya                                                                | Dance-pop    | "OK" | Single de estreia             | SCM Entertainment                                         |
| 17   | December 24                        | K-Much                                                                    | Dance-pop    | "December 24"                                                                                            | Single digital                | Chrome Entertainment                                      |
| 17   | Independent                        | Burstered                                                                 | Rock         | "Whenever You Call Me" (lançado em 17 de fevereiro de 2015)                                              | Primeiro EP                   | LOEN Entertainment                                        |
| 17   | Again & Again                      | A Plus (A+)                                                               | Trot         | "Again & Again"                                                                                          | Single de estreia             | LOEN Entertainment                                        |
| 20   | Magic Words                        | ChamSonyeo (G.NA, Lizzy (After School), Sohyun (4Minute) e Youngji (Kara) | Dance-pop    | "Magic Words"                                                                                            | Single de estreia             | Hitmaker Project Girl Group                               |
| 23   | Innocent                           | Rainbow                                                                   | Dance-pop    | "Black Swan" (lançado em 23 de fevereiro de 2015)                                                        | Terceiro EP                   | DSP Media                                                 |
| 23   | My Classics                        | Sun Woo                                                                   | Ballad       | "You Are My Future" (lançado em 23 de fevereiro de 2015)                                                 | EP                            | Polaris Entertainment                                     |
| 23   | A Little Lovin                     | eSNa                                                                      | Pop          | "A Little Lovin"                                                                                         | Segundo álbum single          | WA Entertainment                                          |
| 23   | Wake Up                            | SAM                                                                       | R&B, Hip-Hop | "Wake Up"                                                                                                | Terceiro álbum single         | CHITWN Music                                              |
| 24   | Boys' Record                       | VIXX                                                                      | Dance-pop    | "Love Equation (Remake)"                                                                                 | Quinto álbum single           | Jellyfish Entertainment                                   |
| 24   | Mask On                            | Untouchable                                                               | Hip-Hop      | "Mask On"                                                                                                | Single digital                | TS Entertainment                                          |
| 24   | Spring Is Coming                   | Plan-C                                                                    | R&B          | "Spring Is Coming" (lançado em 24 de fevereiro de 2015)                                                  | Álbum de estreia              | Creative About Entertainmen                               |
| 25   | Who?                               | The Boss                                                                  | Ballad       | "Who?"                                                                                                   | Single digital                | Poom Entertainment                                        |
| 25   | Echo                               | GI (Global Icon)                                                          | Hip-Hop      | "Echo"                                                                                                   | Terceiro single digital       | Simtong Entertainment                                     |
| 25   | There Must Be                      | Joo Hyo & HA:TFELT                                                        | Pop          | "There Must Be"                                                                                          | Single de colaboração         | JYP Entertainment                                         |
| 26   | We                                 | Shinhwa                                                                   | R&B, Dance   | "Memory" (lançado dia 3 de fevereiro de 2015) "Sniper" (lançado dia 26 de fevereiro de 2015)             | Décimo segundo álbum          | ShinCom Entertainment                                     |
| 26   | Garosu-gil                         | Eru                                                                       | R&B          | "Garosu-gil"                                                                                             | Single digital                | Eru Entertainment                                         |
| 26   | You're The One                     | Lip Service                                                               | Hip-Hop      | "You're The One"                                                                                         | Single digital                | Kt Music                                                  |
| 26   | Oppa Kanda                         | Dongnae Oppa                                                              | R&B          | "Oppa Kanda"                                                                                             | Single de estreia             | Mac Entertainment                                         |
| 27   | I'm Bad                            | NU'EST                                                                    | Dance-pop    | "I'm Bad"                                                                                                | Single especial               | Pledis Entertainment                                      |
| 27   | No.MERCY Part.5                    | Nochang, Vasco & Junggigo (Part. No.MERCY)                                | Hip-Hop      | "Hieut"                                                                                                  | Single digital                | Starship Entertainment                                    |
| 27   | Unpretty Rapstar Track 2           | Jimin (AOA) & Lim Seulong (2AM) (Prod. por Verbal Jint)                   | Hip-Hop, R&B | "Good Start 2015" (lançado dia 6 de fevereiro de 2015)                                                   | Single digital                | CJ E&M                                                    |

#### Março
| Data | Título                                     | Artista                                  | Gênero(s)             | Singles | Notas                       | Gravadora(s)                                |
| ---- | ------------------------------------------ | ---------------------------------------- | --------------------- | --- | --------------------------- | ------------------------------------------- |
| 02   | Song For You                               | MC Mong                                  | Hip-Hop               | "Love Mash" (lançado em 2 de março de 2015) "Fatigue Addiction" (lançado em 2 de março de 2015)                                | EP                          | DreamT Entertainment                        |
| 03   | Flower                                     | Kim Junsu (JYJ)                          | R&B                   | "Flower" (lançado em 3 de março de 2015)                                                                                       | Terceiro álbum              | C-JeS Entertainment                         |
| 03   | Hi~ (Girls' Invasion Album Repackage)      | Lovelyz                                  | Dance-pop             | "Hi~" (lançado em 3 de março de 2015)                                                                                          | Primeiro álbum repaginado   | Woollim Entertainment                       |
| 03   | My Heart                                   | Heyne                                    | Pop                   | "My Heart" | Quarto single digital       | Crescendo Music                             |
| 03   | Stop Love                                  | Koyote                                   | Pop, Hip-Hop          | "Stop Love" | Álbum single                | Best Flow                                   |
| 04   | Black Label                                | FIESTAR                                  | Dance-pop             | "You're Pitiful" (lançado em 4 de março de 2015)                                                                               | Primeiro EP                 | Collabodadi Label                           |
| 04   | Are You a Grown Up?                        | Lim Kim                                  | Folk rock             | "Are You a Grown Up?" | Single digital              | Mystic89                                    |
| 05   | Eighteen                                   | Shannon Williams                         | Hip-hop               | "Why Why" (lançado em 5 de março de 2015)                                                                                      | Primeiro EP                 | MBK Entertainment                           |
| 05   | I'm OK                                     | Eric Nam                                 | Pop                   | "I'm OK" | Segundo single digital      | B2M Entertainment                           |
| 05   | P.D.D                                      | Warren G & Rap Monster (Bangtan Boys)    | Hip-Hop               | "P.D.D" | Single digital              | Big Hit Entertainment, LOEN Entertainment   |
| 05   | We Know                                    | Brand New Music Family                   | R&B Hip-Hop           | "We Know" | Single digital              | Brand New Music                             |
| 05   | We're Different                            | Yang Dail & JungKey                      | Hip-Hop               | "We're Different" | Single digital              | LOEN Entertainment                          |
| 06   | The Beat Goes On                           | Donghae & Eunhyuk                        | Dance-pop             | "Growing Pains" (lançado em 6 de março de 2015)                                                                                | Primeiro álbum              | SM Entertainment                            |
| 06   | Fish In A Bowl                             | K-Much                                   | Dance-pop             | "Fish In A Bowl" | Single digital              | Chrome Entertainment                        |
| 06   | Between Night n Music                      | B.I.G (Boys In Groove)                   | Dance-pop             | "Between Night n Music" | Terceiro álbum single       | GH Entertainment                            |
| 06   | Is You                                     | Geeks (Part. Lena Park)                  | Hip-Hop               | "Is You" | Single digital              | WA Entertainment                            |
| 06   | Lotto                                      | Jay Park                                 | Hip-Hop, R&B          | "Lotto" | Single digital              | AOMG                                        |
| 06   | Unpretty Rapstar Track 5                   | Kisum, Taewan & San E (Prod. por D.O)    | Hip-Hop, R&B          | "Superstar" | Single digital              | CJ E&M                                      |
| 09   | Boyfriend In Wonderland                    | Boyfriend                                | Dance-pop             | "BOUNCE" (lançado em 9 de março de 2015)                                                                                       | Quarto EP                   | Starship Entertainment                      |
| 09   | All I Got Time For                         | Jay Park                                 | Hip-Hop, R&B          | "All I Got Time For" | Single digital              | AOMG                                        |
| 09   | R(x)PLAY                                   | V-HAWK (Part Zelo (B.A.P)                | Hip-Hop, R&B          | "R(x)PLAY" | Single digital              | Dream Perfect Regime                        |
| 10   | Rainbow                                    | Planet Shiver (Part. Crush)              | Hip-Hop               | "Rainbow" | Single digital              | LOEN Entertainment                          |
| 10   | Good Bye Tomorrow                          | Lee Ji Young (Big Mama)                  | R&B, Soul             | "Good Bye Tomorrow" | Single digital              | LOEN Entertainment                          |
| 10   | Want It                                    | Fri.D                                    | R&B, Hip-Hop          | "Want It" | Álbum single                | Star Factory Entertainment                  |
| 11   | Fool                                       | Stellar                                  | Jazz, Hip-Hop         | "Fool" | Quinto single digital       | Top Class Entertainment                     |
| 11   | Someday                                    | V.O.S                                    | Ballad                | "Someday" | Single digital              | Star Empire Entertainment                   |
| 11   | Bye Bye Bye                                | Junhyung (2BiC)                          | R&B                   | "Bye Bye Bye" | Single de estreia           | Nextar Entertainment                        |
| 12   | hawwah                                     | Gain (Brown Eyed Girls)                  | R&B                   | "Apple" (lançado em 12 de março de 2015) "Paradise Lost" (lançado em 12 de março de 2015)                                      | Quarto EP                   | APOP Entertainment                          |
| 12   | Welcome to MADTOWN                         | MADTOWN                                  | Dance-pop             | "New World" (lançado em 12 de março de 2015)                                                                                   | Segundo EP                  | J. Tune Camp                                |
| 12   | Pride & Prejudice                          | Outsider                                 | Hip-hop               | "20 [Pride & Prejudice]" (lançado em 12 de março de 2015)                                                                      | 4.º álbum                   | ASSA Communication                          |
| 13   | Time Forgets                               | Yoon Hyun Sang                           | Ballad                | "Time Forgets" | 1.º álbum single            | LOEN Entertainment                          |
| 13   | Unpretty Rapstar Track 4                   | Jimin (AOA) & Nuck (Prod. por MC Meta)   | Hip-Hop, R&B          | "T4SA" | Single digital              | CJ E&M                                      |
| 13   | Beautiful Girl                             | Skull & Haha (Part Jung Yeol de 10 cm)   | Hip-Hop, Reggae       | "Beautiful Girl" | Single re-feito             | QUAN Entertainment & KMG                    |
| 13   | Sweet Project Vol.2                        | Fresh Girls                              | Pop                   | "Hello" | Single digital              | ChungChun Music                             |
| 13   | Morning Noon Evening                       | Brave Brothers (Part GALACTIKA & Maboos) | Hip-Hop               | "Morning Noon Evening" | 8.º single digital          | Brave Entertainment                         |
| 16   | I Am A Woman Too                           | Minah (Girl's Day)                       | Dance                 | "I Am A Woman Too" (lançado em 16 de março de 2015)                                                                            | Mini álbum de estreia sólo  | Dream Tea                                   |
| 16   | Miss                                       | SugarBowl & Soulights                    | Indie rock            | "Miss" | Single de colaboração       | LOEN Entertainment                          |
| 17   | Snow of April                              | Huh Gak                                  | R&B, Ballad           | "Snow of April" (lançado em 13 de março de 2015)                                                                               | 3.º mini álbum              | A Cube Entertainment                        |
| 17   | Back and Forth                             | Giriboy                                  | Hip-Hop               | "Take Care of You" (lançado em 14 de março de 2015) "Back and Forth 30min" (lançado em 17 de março de 2015)                    | 2.º álbum                   | Just Music Entertainment                    |
| 17   | Sleep Tight                                | E-Sens                                   | Hip-Hop               | "Sleep Tight" | Single digital              | BANA (Beasts And Natives Alike)             |
| 18   | Ice Cream Cake                             | Red Velvet                               | Dance-pop             | "Automatic" (lançado em 15 de março de 2015) "Ice Cream Cake" (lançado em 18 de março de 2015)                                 | 1.º mini álbum              | SM Entertainment                            |
| 18   | HEIIVEN                                    | Untouchable                              | Hip-Hop               | "Crayon" (lançado em 18 de março de 2015)                                                                                      | 5.º mini álbum              | TS Entertainment                            |
| 18   | Two Love                                   | Davichi (featuring Mad Clown)            | Ballad                | "Two Love" | Single digital              | CJ E&M Music                                |
| 18   | Candy                                      | Cho PD                                   | Hip-Hop               | "Candy" (lançado em 18 de março de 2015)                                                                                       | Mini álbum                  | Stardom Entertainment                       |
| 18   | No More Us                                 | Star                                     | Pop                   | "No More Us" | Single digital              | LOEN Entertainment                          |
| 18   | Shake It                                   | SUS4 (Part. Maboos)                      | Pop                   | "Shake It" | Single de estreia           | TK Entertainment                            |
| 19   | First Love                                 | CLC                                      | Dance-pop             | "PePe" (lançado em 19 de março de 2015)                                                                                        | Mini álbum de estreia       | Cube Entertainment                          |
| 19   | Wondaland                                  | MFBTY                                    | Dance-pop             | "Bang Diggy Bang Bang" (lançado em 19 de março de 2015)                                                                        | 1.º álbum                   | Feel Ghood Music                            |
| 19   | Black Cherry                               | Verry                                    | Pop, R&B              | "We Can Luv (PArt. Odee)" | 1.º single digital          | Stone Ship                                  |
| 20   | Sincerely                                  | NS Yoon-G                                | R&B                   | "Wifey" (lançado em 20 de março de 2015)                                                                                       | 3.º álbum single            | JTM Entertainment                           |
| 20   | RM                                         | Rap Monster (Bangtan Boys)               | Hip-Hop               | "Awakening" (lançado em 13 de março de 2015) "Do You" (lançado em 19 de março de 2015) "Joke" (lançado em 19 de março de 2015) | 1.º Mixtape                 | Big Hit Entertainment                       |
| 20   | Street Poetry                              | P-Type                                   | Hip-Hop               | "Gwanghwamun" (lançado em 11 de março de 2015) "Dom Quixote 2" (lançado em 20 de março de 2015)                                | 4.º álbum                   | Brand New Music                             |
| 20   | Unpretty Rapstar Semi Final                | Cheetah (Prod. por DJ Juice & D.Theo)    | Hip-Hop, R&B          | "Coma 07" | Álbum de compilação         | CJ E&M                                      |
| 20   | Unpretty Rapstar Semi Final                | Jolly V (Prod. por SouLime)              | Hip-Hop, R&B          | "It's All Good" | Álbum de compilação         | CJ E&M                                      |
| 20   | Unpretty Rapstar Semi Final                | Jimin (AOA) & IRON (Prod. por Rhymer)    | Hip-Hop, R&B          | "Puss" | Álbum de compilação         | CJ E&M                                      |
| 20   | Unpretty Rapstar Semi Final                | Jessi (Prod. por GRAY)                   | Hip-Hop, R&B          | "Unpretty Dreams" | Álbum de compilação         | CJ E&M                                      |
| 22   | Kang Seung Won's 1st Album Project: Part 3 | Zion.T                                   | R&B                   | "Zero Gravity" | Single digital              | Amoeba Culture                              |
| 23   | I Will                                     | F.T. Island                              | Pop rock              | "To The Light" (lançado em 17 de março de 2015) "Pray" (lançado em 23 de março de 2015)                                        | 5.º álbum                   | FNC Entertainment                           |
| 23   | It's Raining                               | Stella Jang (Part Verbal Jint)           | R&B                   | "It's Raining" | Single digital              | Grandline Entertainment                     |
| 24   | Dawn Garosugil                             | Song Yu Bin (Part Baek Ji Young)         | R&B                   | "Dawn Garosugil" | Single digital de estreia   | Music Works                                 |
| 24   | Another Progress                           | N-SONIC                                  | Dance-pop             | "Black Out" (lançado em 24 de março de 2015)                                                                                   | 4.º mini álbum              | C2K Entertainment                           |
| 24   | Hug Me                                     | Jihwan (2BiC)                            | R&B                   | "Hug Me" | Single de estreia sólo      | Nextar Entertainment                        |
| 24   | Lucky You!                                 | Primary & Ohhyuk                         | R&B, Hip-Hop          | "Bawling" "Gondry (Part. Lim Kim)"                                                                                             | Álbum single de colaboração | LOEN Entertainment                          |
| 25   | RE:                                        | K.Will                                   | Ballad                | "Growing" (lançado em 25 de março de 2015)                                                                                     | 6.º mini álbum              | Starship Entertainment                      |
| 26   | Listen                                     | Shin Zisu (Part Loco)                    | R&B                   | "Listen" | Single de estreia           | LOEN Entertainment                          |
| 26   | Cinderella Time                            | NC.A                                     | Ballad                | "Cinderella Time" | Single digital              | JJHolic Media                               |
| 27   | FM                                         | Crayon Pop                               | Dance-pop, Electronic | "FM" | 2.º mini álbum              | Chrome Entertainment                        |
| 27   | Sugar Sugar                                | LABOUM                                   | Dance-pop             | "Sugar Sugar" | 2.º álbum single            | NH Media & Nega Network                     |
| 27   | Shaking                                    | Taeil (Block B)                          | Pop                   | "Shaking" | 1.º single digital sólo     | Seven Seasons                               |
| 27   | Never                                      | Kim Na Young                             | Pop                   | "Never" | Single digital              | LOEN Entertainment                          |
| 27   | BES Single Project                         | Young Jun (Brown Eyed Soul)              | R&B, Ballad           | "Think Of You" | Projeto single sólo         | Santa Music                                 |
| 27   | Unpretty Rapstar Track 6                   | Cheetah & Ailee (Prod. por MC Mong)      | Hip-Hop, R&B          | "Like Nobody Knows" | Single digital              | CJ E&M                                      |
| 28   | Multimillionaire                           | Dok2 (Prod. por DJ Mustard)              | Hip-Hop               | "Multimillionaire" | Single digital              | Illionaire Records                          |
| 30   | EXODUS                                     | EXO                                      | Dance-pop             | "Call Me Baby (Versões coreana e chinesa)" (lançado em 28 de março de 2015)                                                    | 2.º álbum                   | S.M. Entertainment                          |
| 30   | Colors                                     | Miss A                                   | Dance-pop             | "Only You" (lançado em 30 de março de 2015)                                                                                    | 3.º mini álbum              | JYP Entertainment                           |
| 30   | Break up With Break up                     | Pretty Brown (Part Kanto) (TROY)         | R&B                   | "Break up With Break up" | Single de estreia           | Brand New Music                             |
| 31   | Blu                                        | IRON (Part Babylon)                      | Hip-Hop               | "Blu" | Single de estreia           | Polaris Entertainment                       |
| 31   | Renovation                                 | Blady                                    | Dance-pop             | "Come To Me" (lançado em 31 de março de 2015)                                                                                  | 1.º mini álbum              | Star Planet Entertainment                   |
| 31   | Baboya                                     | Park Myung Soo & So Chan Whee            | Pop, Electronic       | "Baboya" | Single digital              | G-Park Entertainment                        |
| 31   | Traditional Market                         | Kangnam (M.I.B) & Tae Jin Ah             | Pop                   | "Traditional Market " | Single digital              | Jungle Entertainment & Jin-ah Entertainment |

#### Abril
| Data | Título                                | Artista                                                  | Gênero(s)             | Singles | Notas                     | Gravadora (s)                                 |
| ---- | ------------------------------------- | -------------------------------------------------------- | --------------------- | --- | ------------------------- | --------------------------------------------- |
| 01   | Kim Kwang Seok Hommage My Song Part 2 | Vários Artistas                                          | Folk                  | | Álbum de compilação       | CJ E&M                                        |
| 01   | Unpretty Rapstar Semi Final 2         | Yuk Jidam & Yerin (15&) (Prod. por The Quiett)           | Hip-Hop, R&B          | "On & On" | Álbum de compilação       | CJ E&M                                        |
| 01   | Unpretty Rapstar Semi Final 2         | Kisum (Part. In Soo In)                                  | Hip-Hop, R&B          | "To.Mom" | Álbum de compilação       | CJ E&M                                        |
| 01   | Tell Me This Is Real                  | Gilme                                                    | Pop                   | "Tell Me This Is Real" | Single digital            | LOEN Entertainment                            |
| 02   | AHH OOP!                              | MAMAMOO + Esna                                           | R&B                   | "AHH OOP!" | Single digital            | WA Entertainment                              |
| 02   | From Now                              | Han Seung Yeon (KARA) & Lee Sang Gon (Noel)              | Ballad                | "From Now" | Single digital            | DSP Media & LOEN Entertainment                |
| 02   | Rainbow Taste                         | Park Si Hwan                                             | R&B, Rock             | "Dessert" | 1.º álbum                 | CJ E&M Music                                  |
| 03   | Starry Night                          | Standing Egg                                             | Folk                  | "Starry Night" | Single digital            |                                               |
| 03   | One Spring Day                        | TAKE                                                     | Ballad                | "One Spring Day" | Single digital            | LOEN Entertainment                            |
| 03   | The First Mini Album                  | Naughty                                                  | Hip-Hop               | "싹다비켜!" | 1.º mini álbum            |                                               |
| 04   | Hopeless Love                         | Park Jimin (15&)                                         | Pop                   | "Hopeless Love" | Single de estreia sólo    | JYP Entertainment                             |
| 05   | AM 4:44                               | Bang Yong Guk (B.A.P)                                    | Hip-Hop               | "AM 4:44" | Single digital            |                                               |
| 06   | Shine Your Light                      | Park Hyo Shin                                            | R&B, Rock             | "Shine Your Light" | Single digital            | Jellyfish Entertainment                       |
| 06   | Think About Us                        | Genneo                                                   | R&B                   | "Think About Us" | Single digital de estreia | MAPPS Entertainment                           |
| 07   | Just Do It                            | Gray                                                     | Hip-Hop               | "Just Do It" (Part Loco) | Single digital            | AOMG                                          |
| 07   | NEW DIRECTION                         | Lee Monsae                                               | R&B                   | "Spring Breeze" (Part Naul) (Brown Eyed Soul) | 15.º álbum                | Jigu Record                                   |
| 07   | Suffocating                           | ROO                                                      | Pop                   | "Suffocating" | Single digital            | LOEN Entertainment                            |
| 08   | Rain Falls                            | Zia & Lee Hyun                                           | Ballad                | "Rain Falls" | Single digital            | Collabodadi Label                             |
| 09   | On the Flower Bed                     | JJCC x Jung Hoon Hee                                     | Ballad                | "On the Flower Bed" | Single refeito            | The Jackie Chan Group Korea                   |
| 09   | 2-1                                   | Primary                                                  | R&B                   | "See You" (Part Kim Bum Soo & Dynamic Duo) (Gaeko) "Tonight" (Part Junggigo) "U" (Part Kwon Jin Ah & Rap Monster (Bangtan Boys)                                                             | Álbum digital             | Amoeba Culture                                |
| 10   | Catch Me If You Can                   | Girls' Generation                                        | Dance-pop, Electronic | "Catch Me If You Can" | 2.º single digital        | S.M. Entertainment                            |
| 10   | Beautiful People                      | DAYBREAK                                                 | Indie                 | "Beautiful People" "Like a Magic" | Álbum single              | Happy Robot Records                           |
| 10   | The Light                             | The Ark                                                  | R&B                   | "The Light" | Single de estreia         | KeyEast                                       |
| 10   | Bbang Bbang                           | Pocket Girls                                             | Dance-pop, Electronic | "Bbang Bbang" | Álbum de estreia          | Danal Entertainment                           |
| 10   | Sweet Project Vol.3                   | Fresh Girls                                              | Pop                   | "It's Okay, Wait" | Single digital            | ChungChun Music                               |
| 10   | Mismatch                              | Shin Bo-ra (Part. Vasco)                                 | Pop                   | "Mismatch" | Single digital            | YMC Entertainment                             |
| 13   | Ah Yeah                               | EXID                                                     | Dance-pop             | "Ah Yeah" (lançado em 13 de abril de 2015) | 2.º mini álbum            | Yedang Entertainment                          |
| 13   | Play With Me                          | Cross Gene                                               | Pop                   | "Play With Me" (lançado em 13 de abril de 2015) | 2.º mini álbum            | Amuse Entertainment                           |
| 13   | Who's Your Mama                       | Park Jin Young (Part Jessi) (Lucky J)                    | R&B                   | "Who's Your Mama" | Single digital            | JYP Entertainment                             |
| 13   | Hey You                               | 24K                                                      | Dance-pop             | "Hey You" | Single digital            | Choeun Entertainment                          |
| 13   | 20's PARTY 1                          | Shin Zisu                                                | R&B                   | "Looks Like Ex" "Hey Jude" | 1.º mini álbum            | LOEN Entertainment                            |
| 13   | Again                                 | Honey Girls                                              | Dance-pop             | "Again" | Single digital            | Leez Entertainment                            |
| 14   | Spring Love                           | Niel (Teen Top)                                          | Dance-pop             | "Spring Love" (lançado em 14 de abril de 2015) | Mini álbum repaginado     | TOP Media                                     |
| 14   | Conduct ZERO                          | BASTARZ (Block B)                                        | Hip-hop               | "Conduct ZERO" (lançado em 14 de abril de 2015) | Mini álbum de estreia     | Seven Seasons                                 |
| 15   | Joker Is Alive                        | Dal Shabet                                               | Dance-pop             | "Joker" (lançado em 15 de abril de 2015) | 8.º mini álbum            | Happy Face Entertainment                      |
| 15   | Tell Me One More Time                 | Jinusean                                                 | Hip-Hop               | "Tell Me One More Time" | Single digital            | YG Entertainment                              |
| 15   | Missing You                           | TRITOPS                                                  | Ballad                | "Missing You" | Single digital            | Simtong Entertainment                         |
| 16   | Between the Two of Us                 | Kim Jungah (After School) & Han Dong Geun                | Ballad                | "Between the Two of Us" | Single digital            | Pledis Entertainment                          |
| 16   | FLUSH                                 | ONEVoices                                                | Hip-Hop               | "Flush" | Álbum single de estreia   | HAK Entertainment                             |
| 16   | I'm Not a Pigeon                      | Defconn                                                  | Hip-Hop               | "Frankenstein (Dirty Rap City)" "SLEEPWITYA" | Mini álbum                | DI Entertainment                              |
| 16   | Eighteen                              | CLC                                                      | Dance-pop             | "Eighteen" | Single digital            | Cube Entertainment                            |
| 16   | Cottage Industry                      | M&D                                                      | Pop rock              | "I Wish" (lançado em 14 de abril de 2015) | 1.º mini álbum            | SM Entertainment                              |
| 16   | Lie                                   | Im Se Jun                                                | Ballad                | "Lie" | Single digital            | The Vibe Entertainment                        |
| 17   | BES Single Project                    | Sung Hoon (Brown Eyed Soul)                              | R&B, Ballad           | "I Love You" | Projeto single sólo       | Santa Music                                   |
| 19   | Promise U                             | Apink                                                    | Dance-pop             | "Promise U" | 2.º single digital        | A Cube Entertainment                          |
| 20   | Cupid                                 | OH MY GIRL                                               | Dance-pop             | "Cupid" (lançado em 20 de abril de 2015) | Mini álbum de estreia     | WM Entertainment                              |
| 20   | Ju ju ju                              | Gavy NJ (Part. Hip job)                                  | Ballad, Pop           | "Ju ju ju" | Single digital            | Goodfellas Entertainment                      |
| 20   | R.O.S.E                               | Jang Wooyoung (2PM)                                      | Dance-pop             | "R.O.S.E" "Happy Birthday" | Álbum single digital      | JYP Entertainment                             |
| 21   | Shake Me Up                           | So Yumi (Membro formado do Kiss&Cry e VNT)               | Trot                  | "Shake Me Up" (lançado em 21 de abril de 2015) | Álbum de estreia sólo     | Winning Insight Entertainment                 |
| 21   | Marry Me                              | Kim Feel                                                 | Pop                   | "Marry Me" | Álbum single              | LOEN Entertainment                            |
| 21   | Heart Throbbing                       | Rooftop House Studio & Sunny (Girls' Generation)         | Indie Pop             | "Heart Throbbing" | Single digital            | Fun Factory                                   |
| 23   | The Boy Who Cried Wolf                | San E                                                    | Hip-Hop               | "#LuvUHater" (lançado em 8 de abril de 2015) "On Top Of Your Feet" (Part MC GREE) (lançado em 15 de abril de 2015) "Me You" (Part Yerin (15&) (lançado em 20 de abril de 2015)              | 1.º álbum de estúdio      | Brand New Music                               |
| 23   | CELEPRETTY                            | Park Boram                                               | Pop                   | "CELEPRETTY" (lançado em 23 de abril de 2015) | 1.º mini álbum            | MMO Entertainment                             |
| 23   | After Parting                         | Bay.B                                                    | Dance-pop             | "After Parting" | Single digital            | Can Entertainment                             |
| 24   | EOEO                                  | UNIQ                                                     | Dance-pop             | "Falling In Love" (lançado em 20 de outubro de 2014) "Born To Fight" (lançado em 23 de outubro de 2014) "EOEO" (lançado em 22 de abril de 2015) "Luv Again" (lançado em 21 de maio de 2015) | 1.º mini álbum            | Yuehua Entertainment & Starship Entertainment |
| 24   | Am I Hotshot?                         | HOTSHOT                                                  | Dance-pop             | "Watch Out" (lançado em 24 de abril de 2015) | 1.º mini álbum            | KO Sound                                      |
| 24   | It Must Be You                        | Jessi (Lucky J)                                          | Hip-Hop               | "It Must Be You" | Single digital            | YMC Entertainment                             |
| 24   | Out                                   | MR.MR                                                    | Dance-pop             | "Out" (lançado em 24 de abril de 2015) | 2.º mini álbum            | WinningIn Sight Music                         |
| 27   | Simple Mind                           | Lim Kim                                                  | Folk rock             | "Awoo" | 3.º mini álbum            | Mystic89                                      |
| 27   | RelAcian                              | A.cian                                                   | Dance-pop             | "Driving" | Álbum single              | ISS Entertainment                             |
| 28   | Feedback                              | Bora (Sistar), Kisum, Lil Cham, Jace & Adoonga           | Hip-Hop               | "Feedback" | Single de colaboração     | Starship Entertainment                        |
| 28   | Green Light                           | Play the Siren                                           | Indie pop             | "Green Light" | 2.º álbum single          | Baljunso                                      |
| 28   | N Project #1                          | JNJ (Jimin N J.Don) (Jimin (AOA) & Seunghyub (N.Flying)) | Hip-Hop               | "GOD" | Single digital            | FNC Entertainment                             |
| 28   | JUNG JI                               | Jooheon (Monsta X) X Black Nut                           | Hip-Hop               | "ㄴㄴ" (lançado em 28 de abril de 2015) | 1.º Mixtape               | Starship Entertainment                        |
| 28   | The Road                              | BEAR PLANET (Kim Yoo Min)                                | Pop ballad            | "The Road" (Part Choa & Way (Crayon Pop) (lançado em 28 de abril de 2015) | 1.º mini álbum            | Chrome Entertainment                          |
| 29   | In The Mood of Love Pt.1              | Bangtan Boys                                             | Hip-Hop               | "I Need U" "Dope" | 3.º mini álbum            | Big Hit Entertainment                         |
| 30   | How Are You Doing                     | Navi                                                     | Soul                  | "How Are You Doing" | Single digital            | ITM Entertainment                             |
| 30   | Celebrate Love                        | 4MEN, VIBE, Ben, MIIII & Im Se Jun                       | R&B                   | "Celebrate Love" | Single digital            | LOEN Entertainment                            |

#### Maio
| Data | Título                                                   | Artista                                  | Gênero (s)            | Singles | Notas                      | Gravadora (s)                               |
| ---- | -------------------------------------------------------- | ---------------------------------------- | --------------------- | --- | -------------------------- | ------------------------------------------- |
| 01   | M (MADE Series #1)                                       | BIGBANG                                  | Dance-pop, Hip-Hop    | "Loser" Bae Bae" (lançado em 1 de maio de 2015)                                                                         | Quarto álbum single        | YG Entertainment                            |
| 01   | Two Of Me                                                | Sungha Jung                              | Folk                  | "Stars" (lançado em 1 de maio de 2015)                                                                                  | Qunito álbum               | Sungha Jung Music                           |
| 04   | My Type 2                                                | Verbal Jint                              | R&B                   | "My Type 2" (Part (Kang Minkyung) (Davichi) & (Sanchez) (Phantom)                                                       | Single digital             | Brand New Music                             |
| 06   | Just Five More Minutes (Girl Who Sees Smell OST Part. 8) | NC.A, Yano & Sangdo (Topp Dogg)          | Ballad, R&B           | "Just Five More Minutes"                                                                                                | Single digital             | LOEN Entertainment                          |
| 07   | Remember                                                 | HeartB                                   | Ballad                | "Remember" (lançado em 7 de maio de 2015)                                                                               | Primeiro EP                | Marble Pop Entertainment                    |
| 07   | Fantasia                                                 | Jun Hyoseong (Secret)                    | Dance-pop             | "Into U" (lançado em 7 de maio de 2015)                                                                                 | Primeiro EP                | TS Entertainment                            |
| 07   | The Romeo                                                | ROMEO                                    | Dance-pop             | "Lovesick" (lançado em 7 de maio de 2015)                                                                               | Mini álbum de estreia      | CT Entertainment                            |
| 07   | BES Single Project                                       | Jung Yup (Brown Eyed Soul)               | R&B, Ballad           | "Come With Me Girl" | Projeto de single solo     | Santa Music                                 |
| 08   | Love Emotion                                             | BESTie                                   | Dance-pop             | "Excuse Me" (lançado em 8 de maio de 2015)                                                                              | 2.º mini álbum             | YNB Entertainment                           |
| 08   | MY                                                       | Jang Hyunseung (Beast)                   | Dance-pop             | "Ma First" (lançado em 8 de maio de 2015)                                                                               | Mini álbum de estreia sólo | Cube Entertainment                          |
| 08   | With You                                                 | URBANCHIC                                | R&B                   | "With You" (Part (Kebee) (ELUPHANT)                                                                                     | Single digital             | POP MUSIC                                   |
| 11   | 27                                                       | Kim Sunggyu (Infinite)                   | Dance-pop             | "The Answer" (lançado em 11 de maio de 2015) "Kontrol" (lançado em 11 de maio de 2015)                                  | 2.º mini álbum             | Woollim Entertainment                       |
| 11   | Don't Cry For Me                                         | Luna (f(x))                              | Ballad                | "Don't Cry For Me" | Single digital             | SM Entertainment, MBC                       |
| 11   | I Know I Know                                            | David Oh                                 | R&B, Ballad           | "I Know I Know" (Part (Bomi) (Apink)                                                                                    | Single de estreia          | Gon Entertainment                           |
| 12   | Kiss My Lips                                             | BoA                                      | Dance-pop, R&B        | "Who Are You" (Part (Gaeko) (Dynamic Duo) (lançado em 6 de maio de 2015) "Kiss My Lips" (lançado em 12 de maio de 2015) | 8.º álbum                  | SM Entertainment                            |
| 12   | TAKE Pt.1                                                | TAKE                                     | R&B                   | "Tonight" (lançado em 12 de maio de 2015)                                                                               | 2.º álbum                  | LOEN Entertainment                          |
| 12   | Hello Bubble                                             | Girl's Day                               | Dance-pop             | "Hello Bubble" | Single digital             | DreamT Entertainment & mise en scène        |
| 13   | The 4th Single Album                                     | MYNAME                                   | Dance-pop             | "Just Tell Me" (lançado em 13 de maio de 2015)                                                                          | 4.º álbum single           | H2 Media                                    |
| 14   | Trespass                                                 | Monsta X                                 | Dance-pop, Hip-Hop    | "Trespass" (lançado em 14 de maio de 2015)                                                                              | Mini álbum de estreia      | Starship Entertainment                      |
| 14   | I'm Good                                                 | Elsie (T-ara)                            | Ballad, R&B           | "I'm Good" (Part K.Will) (lançado em 1 de maio de 2015)                                                                 | Mini álbum de estreia sólo | MBK Entertainment                           |
| 15   | QnA                                                      | Heejun Han & Tiffany (Girls' Generation) | Pop, Rhythm and blues | "QnA" | Single digital             | Polaris Entertainment                       |
| 15   | #Hashtag                                                 | Jace (Miss $)                            | Hip-Hop               | "#Hashtag" | Single digital             | Brand New Music                             |
| 15   | Merry Go Round                                           | Jung Yup (Brown Eyed Soul)               | R&B, Ballad           | "My Valentine" (lançado em 15 de maio de 2015)                                                                          | 3.º álbum                  | Santa Music                                 |
| 18   | Odd                                                      | SHINee                                   | Dance-pop             | "View" (lançado em 18 de maio de 2015)                                                                                  | 4.º álbum                  | SM Entertainment                            |
| 18   | Heart                                                    | IU                                       | Dance-pop             | "Heart" | Single digital             | LOEN Entertainment                          |
| 18   | JUNG JI                                                  | Jooheon (Monsta X) X FLOWSIK             | Hip-Hop               | "Stay Strong" (lançado em 18 de maio de 2015)                                                                           | 1.º mixtape                | Starship Entertainment                      |
| 19   | Eat                                                      | Zion.T                                   | Hip-Hop               | "Eat" | Single digital             | Amoeba Culture                              |
| 19   | She's Alright                                            | Horan (Clazziquai)                       | House                 | "She's Alright" (lançado em 19 de maio de 2015)                                                                         | 1.º mini álbum             | Fluxus Music                                |
| 19   | Good Luck                                                | Hong Dae Kwang                           | R&B, Ballad           | "Good Luck" | Single digital             | CJ E&M                                      |
| 20   | Shouldn't Have                                           | Baek A Yeon                              | Pop                   | "'Shouldn't Have" (Part Younghyun)                                                                                      | Single digital             | JYP Entertainment                           |
| 20   | Awesome                                                  | N. Flying                                | Pop Rock              | "Awesome" (lançado em 20 de maio de 2015)                                                                               | Mini álbum de estreia      | FNC Entertainment                           |
| 20   | Face Off                                                 | A6P                                      | Dance-pop             | "Face Off" | Single de estreia          | DS Entertainment                            |
| 20   | Thank U ("Mendorong Totot" OST Part 1)                   | K.Will                                   | Pop                   | "Thank U" | Single digital             | Starship Entertainment                      |
| 21   | Beyond The History                                       | HISTORY                                  | Dance-pop             | "Might Just Die" (lançado em 21 de maio de 2015)                                                                        | 4.º mini álbum             | LOEN Entertainment                          |
| 21   | Crazy Cowboy                                             | Pritz                                    | Dance-pop             | "Crazy Cowboy" | 3.º álbum single           | Pandagram Entertainment                     |
| 22   | NORMAL                                                   | Lim Seulong                              | R&B                   | "Mood Swings" (Part Black Nut) (lançado em 19 de maio de 2015) "7E77 ME B43Y" (lançado em 22 de maio de 2015)           | Álbum single               | SidusHQ                                     |
| 22   | Town Bar                                                 | Huh Gak & Jung In                        | R&B, Pop              | "Town Bar" | Single digital             | LOEN Entertainment                          |
| 22   | Mommae                                                   | Jay Park                                 | Hip-Hop               | "Mommae" (Part Ugly Duck)                                                                                               | Single digital             | AOMG                                        |
| 22   | Young                                                    | Standing Egg                             | Folk                  | "Starry Night" (lançado em 3 de abril de 2015) "Crazy" (lançado em 22 de maio de 2015)                                  | Mini álbum                 |                                             |
| 22   | No-Title                                                 | Zelo (B.A.P)                             | Hip-Hop               | "No-Title" | Single digital             |                                             |
| 26   | In Love                                                  | KARA                                     | Dance-pop             | "Cupid" (lançado em 26 de maio de 2015)                                                                                 | 7.º mini álbum             | DSP Entertainment                           |
| 26   | Time, So Quickly                                         | Lee Seung-chul                           | Pop Rock              | "Time Goes Fast Like An Arrow" (lançado em 26 de maio de 2015)                                                          | 12.º álbum                 | CJ E&M Music                                |
| 27   | Andre                                                    | Yankie                                   | Hip-Hop               | "Sold Out" (Part Tablo, Zion.T, Loco) (lançado em 27 de maio de 2015)                                                   | 2.º ábum                   | Amoeba Culture                              |
| 27   | Deviation                                                | JJY Band (Jung Joon Young Band)          | Indie Rock            | "OMG" (lançado em 27 de maio de 2015)                                                                                   | Álbum de estreia           | CJ E&M Music                                |
| 28   | Question                                                 | CLC                                      | Dance-pop             | "Like" (lançado em 28 de maio de 2015)                                                                                  | 2.º mini álbum             | Cube Entertainment                          |
| 28   | UZ                                                       | Urban Zakapa                             | Indie                 | "Get" (Part Beenzino) (lançado em 22 de maio de 2015) "Two One Two" (lançado em 28 de maio de 2015)                     | 4.º mini álbum             | Fluxus Music                                |
| 28   | Grow Up                                                  | HALO                                     | Dance-pop             | "While You're Sleeping"                                                                                                 | 3.º álbum single           | AYIN Holdings                               |
| 28   | Dokkun Project                                           | Eddy Kim                                 | R&B                   | "Coffee & Tea" (Part (Solar) (MAMAMOO) (lançado em 28 de maio de 2015)                                                  | Projeto álbum              | Mystic89                                    |
| 28   | Shouldn't Have Treated You Well                          | Welldone Potato & Solji (EXID)           | Ballad, Pop           | "Shouldn't Have Treated You Well"                                                                                       | Single de colaboração      | Youall Entertainment & Yedang Entertainment |
| 29   | Sweet Tune's Project                                     | Eric Nam                                 | Pop                   | "Dream" (Part (Park Jimin) (15&)                                                                                        | Single de colaboração      | Sweet Tune & B2M Entertainment              |
| 29   | 17 CARAT                                                 | Seventeen                                | Dance-pop             | "Adore U" (lançado em 29 de maio de 2015)                                                                               | Mini álbum de estreia      | Pledis Entertainment                        |
| 30   | Come A Little Closer ("Warm and Cozy" OST Part 3)        | Hyorin (SISTAR)                          | Pop                   | "Come A Little Closer" (lançado em 30 de maio de 2015)                                                                  | Single digital             | Starship Entertainment                      |

#### Junho
| Data | Título                                                           | Artista                                  | Gênero(s)                 | Single(s) | Notas                     | Gravadora(s)                         |
| ---- | ---------------------------------------------------------------- | ---------------------------------------- | ------------------------- | --- | ------------------------- | ------------------------------------ |
| 01   | A (MADE Series #2)                                               | BIGBANG                                  | Dance Pop, Trap, Acústico | "Bang Bang Bang" (lançado em 1 de junho de 2015) "We Like 2 Party" (lançado em 1 de junho de 2015)                                                                            | Quinto álbum single       | YG Entertainment                     |
| 01   | Speed On                                                         | SPEED                                    | Dance-pop,                | "What U" (Cê oque) | Segundo EP                | MBK Entertainment                    |
| 01   | TRAUMA                                                           | Eun Ji-won                               | Hip Hop                   | "What U Are" (Oque cê é) Part Gilme (lançado dia 1 de junho de 2015) "TRAUMA" (lançado dia 8 de junho de 2015)                                                                | Single digital            | GYM Entertainment                    |
| 01   | That Name ("Who Are You - School 2015" OST Part 6)               | Jonghyun & Taemin (SHINee)               | Pop                       | "That Name" | Single digital            | SM Entertainment                     |
| 01   | Made in THE VIBE                                                 | 4MEN                                     | Balada                    | "You're My Home" | Projeto de single         | VIBE Entertainment                   |
| 01   | White Wind                                                       | Year 7 Class 1                           | Dance-pop                 | "White Wind" | Single digital            | Dareun Byeol Entertainment           |
| 02   | A Cube For Season (Blue Season 2)                                | Kim Namjoo (Apink) & Yook Sungjae (BTOB) | Pop                       | "Photograph" | Projeto single            | A Cube Entertainment                 |
| 02   | 364 Days Of Dream                                                | Na Yoon Kwon                             | Pop Ballad                | "364 Days Of Dream" | Single digital            | Zero One Interactive                 |
| 03   | LOLO                                                             | Crown J                                  | Hip-Hop                   | "LOLO" | Single digital            | Flyboy Entertainment                 |
| 03   | Love Me Right                                                    | EXO                                      | Dance-pop                 | "Love Me Right" | 2.º álbum repaginado      | SM Entertainment                     |
| 03   | How We Do                                                        | A.KOR Black                              | Dance-pop, Hip-Hop        | "How We Do" | Álbum single de estreia   | Doo Republic Entertainment           |
| 03   | Maybe I Love U                                                   | Yeseul (ex-membro do 4L)                 | Dance-pop                 | "Maybe I Love U" | Single solo de estreia    | Jade Contents Media                  |
| 03   | Only One Day ("Mask" OST Part 1)                                 | LYn                                      | Ballad                    | "Only One Day" | Single digital            | Music&NEW                            |
| 04   | Baby Boy                                                         | HIGH4                                    | Dance-pop                 | "Baby Boy" | 4.º single digital        | N.A.P Entertainment                  |
| 04   | Touch                                                            | ANDA                                     | Pop                       | "Touch" | Single digital            | Emperor Entertainment                |
| 04   | She's Just Perfect For Me                                        | AJ (U-KISS)                              | Dance-pop                 | "She's Just Perfect For Me" | Single digital            | NH Media                             |
| 04   | Crazy About Music                                                | NAVI                                     | Soul                      | "Crazy About Music" | Single digital            | ITM Entertainment                    |
| 05   | Hello                                                            | Boys Republic                            | Pop Ballad                | "Hello" (Olá) | 4.º single digital        | Happy Tribe Entertainment            |
| 05   | Feeling Love                                                     | DJ Hanmin & Dasol                        | House Music               | "Feeling Love" | Single digital            | Climax Tunes                         |
| 05   | 2-2                                                              | PRIMARY                                  | R&B, Hip-Hop              | "Mannequin" (Part Beenzino & Suran) (lançado em 5 de junho de 2015) ''She'' (Part Jung In, (Choiza) (Dynamic Duo) & (Geegooin) (Rhythm Power) (lançado em 5 de junho de 2015) | Single digital            | Amoeba Culture                       |
| 05   | Big Brother Project #1                                           | Kim Hyung Joong & Big Brother Project    | Ballad                    | "Zero" (Part Kim BoA (SPICA) | Single digital            | KT Music                             |
| 05   | Obvious Story                                                    | MAMAN                                    | Ballad                    | "Obvious Story" | Single digital            | CJ E&M                               |
| 06   | I'm Sorry                                                        | Im Se Jun                                | Ballad                    | "I'm Sorry" | 4.º álbum single          | The Vibe Entertainment               |
| 08   | Return ("Who Are You - School 2015" OST Part 7)                  | Wendy (Red Velvet) & Yook Ji Dam         | Pop                       | "Return" | Single digital            | SM Entertainment                     |
| 08   | Fall                                                             | Soulights                                | Ballad                    | "Fall" (lançado em 8 de junho de 2015) | EP                        | YMC Entertainment                    |
| 09   | Re Birth                                                         | Seo In Young                             | R&B                       | "Lies" (Part (Kanto) (TROY) (lançado em 9 de junho de 2015) | 5.º EP                    | IY Company                           |
| 09   | Mirror                                                           | MBLAQ                                    | Dance-pop                 | "Mirror" (lançado em 9 de junho de 2015) | 8.º EP                    | J. Tune Camp                         |
| 09   | #LoveMe                                                          | MelodyDay                                | Ballad, Pop               | "#LoveMe" (#MiAme) | 2.º EP                    | Viewga Entertainment                 |
| 09   | Without You ("Warm and Cozy" OST Part 4)                         | JuB (SunnyHill)                          | Ballad                    | "Without You" | Single digital            | LOEN Entertainment                   |
| 09   | Come To Mind                                                     | Bay.B                                    | R&B                       | "Come To Mind" | 3.º álbum single          | Can Entertainment                    |
| 09   | Sorry That I'm Ugly                                              | TRITOPS                                  | R&B                       | "Sorry That I'm Ugly" | Single digital            | Van Leader Entertainment             |
| 10   | And...                                                           | Lee Seung Gi                             | Ballad                    | "And Goodbye" (lançado em 10 de junho de 2015) | 6.º álbum                 | Hook Entertainment                   |
| 10   | Sick ("Mask" OST Part 2)                                         | Sojin (Girl's Day) & Zico (Block B)      | Pop                       | "Sick" | Single digital            | Seven Seasons & DreamT Entertainment |
| 11   | FEEL FREE                                                        | Kim Feel                                 | Pop                       | "Stay With Me" (lançado em 11 de junho de 2015) | EP de estreia             | LOEN Entertainment                   |
| 11   | LIQUID                                                           | Jang Jane                                | Soul                      | "My Satellite" (lançado dia 3 de junho de 2015) "Eat" (lançado dia 11 de junho de 2015)                                                                                       | 2.º EP                    | Mystic89                             |
| 11   | Awaken                                                           | TimeZ                                    | Dance-pop                 | "Awaken" | Single digital            | CJ E&M & Super Jet Entertainment     |
| 12   | Reason                                                           | December                                 | Ballad                    | "Reason" (lançado em 12 de junho de 2015) | EP                        | LOEN Entertainment                   |
| 12   | True Love                                                        | Lee Ji Hye                               | Pop                       | "True Love" (Part Coffee Boy) | Single digital            | CJ E&M                               |
| 15   | No.5                                                             | 2PM                                      | Dance-pop                 | "My House" | 5.º álbum                 | JYP Entertainment                    |
| 15   | The Little Prince                                                | Gyu Ri (KARA) X From The Airport         | Pop                       | "The Little Prince" | Single digital            | DSP Media                            |
| 15   | Lovestagram                                                      | AOORA                                    | Pop, R&B                  | "Lovestagram" (Part Na Aram) | Single digital            | BLUE STAR Entertainment              |
| 15   | WANT IT                                                          | Jay Park                                 | Hip-Hop, R&B              | "WANT IT" | Single digital            | AOMG                                 |
| 16   | Cool Night                                                       | Ji Eun (SECRET) & Sleepy (Untouchable)   | R&B                       | "Cool Night" | Single digital            | TS Entertainment                     |
| 16   | Forever                                                          | Tiger JK                                 | Hip-Hop                   | "Forever" (Part Yoon Mi Rae) | Single digital            | Feel Ghood Music                     |
| 16   | Love Song ("Who Are You" OST Part 8)                             | Yook Sungjae (BTOB)                      | Pop                       | "Love Song" | Single digital            | Cube Entertainment                   |
| 17   | It's Summer                                                      | 2BiC                                     | Pop                       | "It's Summer" | Single digital            | Nextar Entertainment                 |
| 17   | Lovely ("Some Guy Some Girl" OST Part 1)                         | Seulong (2AM) & Bomi (A Pink)            | Pop                       | "Lovely" | Single digital            | SidusHQ & A Cube Entertainment       |
| 17   | Month Of June                                                    | McKay Kim                                | Pop                       | "Month Of June" | Single digital            | Dorothy Company                      |
| 17   | Dal Dal Project Vol.5                                            | Fresh Girls                              | Rock                      | "Going" | Single digital            | ChungChun Music                      |
| 18   | With You                                                         | Hong Dae Kwang                           | R&B, Ballad               | "With You" (lançado em 18 de junho de 2015) | 3.º mini álbum            | CJ E&M                               |
| 18   | T-ROAD                                                           | Kim Tae Woo                              | R&B                       | "Lonely Funk" (Part Jay Park) (lançado em 18 de junho de 2015) ''Resemblance''                                                                                                | 3.º álbum                 | Soul Shop Entertainment              |
| 18   | One Person ("Mask" OST Part 3)                                   | Moon Myung Jin                           | Ballad                    | "One Person" | Single digital            | Dublekick Entertainment              |
| 19   | Pink Funky                                                       | MAMAMOO                                  | Dance-pop                 | "Um Oh Ah Yeh" (lançado em 19 de junho de 2015) | 2.º EP                    | WA Entertainment                     |
| 19   | Good Life                                                        | Kye Bum Zu                               | Hip-Hop                   | "Good Life" (Vida boa) (Part Dok2 & THE Quiett) | Single digital            | PJR Entertainment                    |
| 19   | My Everything                                                    | Bumkey                                   | R&B                       | "My Everything" | Single digital            | Brand New Music                      |
| 19   | Mr. Liar                                                         | ASHA                                     | Dance-Pop                 | "Mr. Liar" | Single de estreia         | CM Entertainment                     |
| 20   | Why Should I?                                                    | Awesome Baby                             | Dance                     | "Why Should I?" | 1.º single digital        |                                      |
| 20   | WALKIN'                                                          | PEEJAY                                   | Rap, Hip-hop              | "Reborn" (Part Choice37) (lançado em 20 de junho de 2015) | 1.º EP                    | CJ E&M Music                         |
| 22   | Shake It                                                         | SISTAR                                   | Dance-pop                 | "Shake It" (lançado em 22 de junho de 2015) | 3.º EP                    | Starship Entertainment               |
| 22   | Heart Attack                                                     | AOA                                      | Dance-pop                 | "Heart Attack" (lançado em 22 de junho de 2015) | 3.º EP                    | FNC Entertainment                    |
| 22   | NATURAL BORN TEEN TOP                                            | TEEN TOP                                 | Dance-pop                 | "ah-ah" (lançado em 22 de junho de 2015) | 6.º EP                    | TOP Media                            |
| 23   | It's Going To Be Cold                                            | Jung Se Jin                              | Pop                       | "It's Going To Be Cold" | Single digital            | LOEN Entertainment                   |
| 23   | Multillionaire                                                   | Dok2                                     | Hip Hop                   | "Multillionaire" (lançado em 23 de junho de 2015) | 2.º álbum                 | Illionaire Records                   |
| 23   | Love Recipe Vol.1                                                | Freestyle                                | Hip-Hop                   | "Hold Up" (Part Equality & XOXO) | 1.º single digital        | Camp Tribe Labs.                     |
| 23   | Oppa, Oppa                                                       | Bambino                                  | Dance-Pop                 | "Oppa, Oppa" | Single digital de estreia |                                      |
| 24   | One by One                                                       | Ken (VIXX)                               | Pop                       | "One by One" (Part (Hani) (EXID) | Projeto álbum single sólo | Jellyfish Entertainment              |
| 24   | Studying Abroad                                                  | 4MEN                                     | Ballad                    | "Blanket Kick" (lançado em 24 de junho de 2015) | 6.º EP                    | VIBE Entertainment                   |
| 24   | For You ("Warm and Cozy" OST Part 5)                             | Sonnet Son                               | Ballad                    | "For You" | Single digital            | MBC                                  |
| 24   | As If I'm Dead ("Mask" OST Part 4)                               | Chancellor & VASCO                       | Pop                       | "As If I'm Dead" | Single digital            | Dublekick Entertainment              |
| 25   | Woman                                                            | Verbal Jint X Sanchez                    | R&B, Hip-Hop              | "Doin' It" (Part Bumkey) (lançado em 25 de junho de 2015) | EP e 1.ª colaboração      | Brand New Music                      |
| 25   | Love Is                                                          | Tymee                                    | Hip-Hop                   | "Love Is" (Part Subin Dal★Shabet) | Single digital            | ASSA Communication                   |
| 25   | Playback                                                         | Playback                                 | Dance-Pop                 | "Playback" | Single de estreia         | CJ E&M Music                         |
| 25   | Hi Like A Fool                                                   | Zan Zan                                  | Hip-Hop                   | "Hi Like A Fool" | Single digital            | Chrome Entertainment                 |
| 25   | Tell Me A Lie ("Mask" OST Part 5)                                | Navi                                     | Pop                       | "Tell Me A Lie" | Single digital            | ITM Entertainment                    |
| 25   | One Day Long Ago                                                 | Yook Sungjae (BTOB)                      | Balada                    | "One Day Long Ago" | Single digital            | Cube Entertainment                   |
| 26   | I Can Picture It                                                 | Chaeyeon                                 | Pop                       | "I Can Picture It" | Single digital            | Yejeon Media                         |
| 26   | My Sympathy                                                      | JuB (SunnyHill) X Yuk Ji Dam             | Ballada                   | "My Sympathy" | Single digital            | LOEN Entertainment                   |
| 26   | Whatever                                                         | Ugly Duck                                | Hip-Hop, Rap              | "Whatever" (Part Mayson The Soul & U-Turn) | Single de estreia         | AOMG                                 |
| 26   | Together Forever 18                                              | Kim Hyun Jung                            | Dance, R&B                | "Attention" (lançado em 26 de junho de 2015) | EP                        | HIM Entertainment                    |
|      | Come To Mind                                                     | Bay.B                                    | Dance-pop                 | "Come To Mind" | 2.º single digital        | Can Entertainment                    |
| 29   | Complete                                                         | BtoB                                     | R&B, Ballad               | "It's Okay" (lançado em 29 de junho de 2015) | 1.º álbum completo        | Cube Entertainment                   |
| 29   | Love Me Again                                                    | G. Soul                                  | Pop                       | "Love Me Again" | Single digital            | JYP Entertainment                    |
| 29   | Honey Summer                                                     | NS Yoon-G                                | Pop                       | "Honey Summer" (lançado em 29 de junho de 2015) | 4.º EP                    | JTM Entertainment                    |
| 29   | The Time I Loved You ("The Time We Were Not In Love" OST Part 1) | Kyuhyun (Super Junior)                   | Balada                    | "The Time I Loved You" | Single digital            | SM Entertainment                     |
| 30   | Please                                                           | Sung Eun                                 | Trot                      | "Please" | Single digital            | Yedang Entertainment                 |
| 30   | Johnny                                                           | Ailee                                    | Pop                       | "Johnny" | Single digital            | YMC Entertainment                    |
| 30   | Monthly Project Yoon Jong Shin June                              | Yoon Jong Shin                           | Pop                       | "Good Night" (Part Eddy Kim) | Single digital            | Mystic89                             |
| 30   | Pray                                                             | Babylon                                  | Pop                       | "Pray" | Single digital            | MMM                                  |
| 30   | D.N.A LUV ("Some Guy Some Girl" OST)                             | Alex & Ji Eun                            | Pop                       | "D.N.A LUV" | Single digital            | SBS                                  |
| 30   | Bang                                                             | GB9                                      | Ballad                    | "Bang" +\| Single digital | CJ E&M Music              |                                      |

#### Julho
| Data | Título                                             | Artista(s)                           | Gênero(s)               | Single(s) | Nota                      | Gravadora(s)                             |
| ---- | -------------------------------------------------- | ------------------------------------ | ----------------------- | --- | ------------------------- | ---------------------------------------- |
| 01   | D (MADE Series #3)                                 | BIGBANG                              | Rock eletrônico, Balada | "If You" (lançado em 1 de julho de 2015) "Sober" (lançado em 1 de julho de 2015 | Sexto álbum single        | YG Entertainment                         |
| 01   | Live                                               | Joonil Jung                          | Pop                     | "To You" (Para você) (lançado em 1 de julho de 2015) | Álbum                     | MYmusic Entertainment                    |
| 01   | No Love ("Mask" OST Part 6)                        | Byul Ha (HeartB)                     | Balada                  | "No Love" | Single digital            | Dublekick Entertainment                  |
| 02   | 9Muses S/S Edition                                 | 9MUSES                               | Dance-Pop               | "Hurt Locker" (lançado em 2 de julho de 2015) | Quarto EP                 | Star Empire Entertainment                |
| 02   | Love Shake                                         | MINX                                 | Dance-Pop               | "Love Shake" (lançado em 2 de julho de 2015) | 1.º EP                    | Happy Face Entertainment                 |
| 02   | I'm a HOTSHOT                                      | HOTSHOT                              | Dance-Pop               | "I'm a HOTSHOT" (lançado em 2 de julho de 2015) | 1.º EP repaginado         | KO Sound                                 |
| 02   | I Know                                             | Tiger JK                             | Hip-Hop                 | "I Know" | Single digital            | Feel Ghood Music                         |
| 03   | Go Easy                                            | POTEN (Ex-4TEN)                      | Dance-Pop               | "Go Easy" | Terceiro álbum single     | Jungle Entertainment                     |
| 06   | Ice Summer                                         | Song Haye                            | Dance-Pop               | "Ice Summer" | Single digital            | Crazy Sound Entertainment                |
| 06   | Tickle                                             | LoveUs                               | Dance-Pop               | "Tickle" | Single digital de estreia | Creative Su                              |
| 06   | EASTIST                                            | HiGHBROW & Lee Hae Hi (Davichi)      | Ballad                  | "The Mind" | Single digital            | MBK Entertainment                        |
| 07   | Party                                              | Girls' Generation                    | Dance-Pop               | "Party" (lançado em julho de 2015) | Segundo álbum single      | SM Entertainment                         |
| 07   | Love                                               | Girl's Day                           | Dance-Pop               | "Ring My Bell" (lançado em 7 de julho de 2015) | Segundo álbum             | DreamT Entertainment                     |
| 07   | Rainy Day                                          | TAKE                                 | Balada                  | "Rainy Day" | Single digital            | CI Entertainment                         |
| 08   | Man On The Moon                                    | ELUPHANT                             | Rap / Hip-Hop           | "Souvenir" (Part (Gye Bi) (Autumn Vacation) (lançado em 30 de junho de 2015) "SimSim" (Part (Soyou) (SISTAR) (lançado em 8 de julho de 2015) "Flower" (Flor) (lançado em 10 de julho de 2015) "Home Sweet Home" (lançado em 13 de julho de 2015) "ABC" (Part Im Han Byul) (lançado em 16 de julho de 2015) | Terceiro álbum            | LOEN Entertainment                       |
| 08   | Chewy                                              | D.HOLIC                              | Dance-Pop               | "Chewy" (lançado em 8 de julho de 2015) | Primeiro EP               | H-Mate Entertainment                     |
| 08   | Thank You                                          | Lee Min-ho                           | Balada                  | "Thank You" | Single digital            | Starhaus Entertainment                   |
| 08   | Similar ("Mask" OST Part.7)                        | Junggigo                             | Drama                   | "Similar" (Part (Jooheon) (MONSTA X) | Single digital            | Starship Entertainment                   |
| 09   | Oasis                                              | Crush                                | Hip-Hop, R&B            | "Oasis" (Part (Zico) (Block B) | Single digital            | Amoeba Culture                           |
| 10   | SUPEXX                                             | Mad Clown                            | Rap / Hip-Hop           | "Get Low" (Part (Jooheon) (MONSTA X) | Single digital            | Starship Entertainment                   |
| 10   | Woman Friends                                      | Gavy NJ                              | Balada                  | "Woman Friends" | Single digital            | Good Fellas Entertainment                |
| 10   | Falling                                            | Yuk Ji Dam & Shannon                 | Rap / Hip-Hop           | "Love X Go Away" | Single digital            | MBK Entertainment                        |
| 11   | Lotto                                              | Vernon (Seventeen)                   | Rap / Hip-Hop           | "Lotto" (Part Don Mills) | Single digital            | Pledis Entertainment                     |
| 13   | Just Right                                         | GOT7                                 | Dance-Pop               | "Just Right" (lançado em 13 de julho de 2015) | Terceiro EP               | JYP Entertainment                        |
| 13   | Reality                                            | INFINITE                             | Dance-Pop               | "Bad" (lançado em 13 de julho de 2015) | Quinto EP                 | Woollim Entertainment                    |
| 13   | #ONLY U (For NEYB)                                 | NOM                                  | Dance-pop               | "#Only U (For NEYB)" | Single dgital             | JM Star Entertainment                    |
| 13   | Fantasy                                            | VX                                   | Dance-pop               | "Fantasy" | Single digital            | NA Entertainment                         |
| 13   | Candy Ball                                         | As One                               | Dance-pop               | "Candy Ball" | Single de estréia         | Chorokbaemjuna Entertainment             |
| 14   | ALOHARA                                            | Goo Hara (KARA)                      | Dance-pop               | "Choco Chip Cookies" (Part Giriboy) (lançado em 14 de julho de 2015) | EP de estreia             | DSP Media                                |
| 14   | Respect                                            | Loco                                 | Rap / Hip-Hop           | "Respect" (Part Gray & D Pumpkin) | Single digital            | AOMG                                     |
| 14   | That Kind Of Person ("The Great Wives" OST Part.1) | Kim Hyung Joong                      | Drama                   | "That Kind Of Person" | Single digital            | LEEWAY Music & Media                     |
| 15   | Kaleidoscope                                       | Leessang                             | Hip-Hop                 | "Kaleidoscope" (Part MIWOO) | Single digital            | Jungle Entertainment                     |
| 15   | Where ("Mask" OST Part.8)                          | Yoon Do Hyun                         | Balada                  | "Where" | Single digital            | DEE Company                              |
| 16   | Devil                                              | Super Junior                         | Dance-pop               | "Devil" (lançado em 16 de julho de 2015) | Álbum especial Part.1     | SM Entertainment                         |
| 16   | Pink Memory                                        | A Pink                               | Dance-Pop               | "Remember" (lançado em 16 de julho de 2015) | Segundo álbum             | A Cube Entertainment                     |
| 16   | Paradise                                           | N*White                              | Dance-pop               | "Paradise" (lançado em 16 de julho de 2015) | Segundo EP                | WJ Entertainment                         |
| 17   | My Last                                            | Jay Park                             | Rap / Hip-Hop           | "My Last" (Part Loco & Gray) | Single digital            | AOMG                                     |
| 18   | Lion Heart                                         | Girls' Generation                    | Dance-Pop               | "Lion Heart" (lançado em 18 de julho de 2015) "You Think" (lançado em 19 de agosto de 2015) | Quinto álbum coreano      | SM Entertainment                         |
| 20   | Rise as God                                        | TVXQ                                 | Dance-pop               | "Champagne" (U-Know solo) (lançado em 20 de julho de 2015) "Rise as One" (Max solo) (lançado em 18 de julho de 2015) | Álbum especial            | SM Entertainment                         |
| 20   | Vibrato                                            | Stellar                              | Dance-Pop               | "Vibrato" (Vibrado) | Sexto álbum single        | The Entertainment Pascal                 |
| 20   | CUSHION                                            | Sonamoo                              | Dance-pop               | "Cushion" (lançado em 20 de julho de 2015) | Segundo EP                | TS Entertainment                         |
| 20   | Attention                                          | WANNA.B                              | Dance-pop               | "Attention" | Single digital            | Zenith Media Content                     |
| 20   | Vanilla Shake                                      | NC.A                                 | Dance-pop               | "Vanilla Shake" | Single digital            | JJ Holic Media                           |
| 21   | Don't Touch                                        | F.Cuz                                | Dance-pop               | "Don't Touch" | Single digital            | Tunes-Will Entertainment                 |
| 21   | 10X10                                              | 10X10                                | Dance-pop               | "Amomia" | Primeiro álbum single     | Gaon Entertainment                       |
| 22   | I'm ill                                            | Hello Venus                          | Dance-pop               | "i'm ill" (lançado em 22 de julho de 2015) | Quinto EP                 | Fantagio Music                           |
| 22   | XOX                                                | Z.HERA                               | Dance-pop               | "XOX" (Part (Ga Eun) (Dal Shabet) (lançado em 22 de julho de 2015) | Segundo EP                | Artisan Music & Happy Face Entertainment |
| 22   | Seductive                                          | Kang Min Hee (Miss $)                | Dance, Rap, Hip-Hop     | "Seductive" (Sedutiva) (Part (Ji Min) (AOA) | Single digital            | Brand New Music & FNC Entertainment      |
| 22   | 2:00 AM                                            | So Jung (GODDESS) & Gun Ji (Gavy NJ) | Dance-pop               | "2:00 AM" (Part (J'Kyun) (Lucky J) | Single digital            | KW Entertainment                         |
| 23   | Flower Bud                                         | GFriend                              | Dance-pop               | "Me Gustas Tu" (lançado em 23 de julho de 2015) | Segundo EP                | Source Music Entertainment               |
| 23   | You & Me                                           | Kisum                                | Rap, Hip-hop            | "You & Me" (Você e eu) (Part Joo Young) | Single digital            | Humap Contents & Starship Entertainment  |
| 24   | 2-3                                                | PRIMARY                              | Rap, Hip-hop            | "Dont Be Shy" (Part ChoA (AOA) & IRON "Mileage" (Part PALOALTO, (Hwa Sa) (MAMAMOO) | Single digital            | Amoeba Culture                           |
| 24   | What Time?                                         | Girl Hood                            | Drama                   | "What Time?" | Single digital            | SC Entertainment                         |
| 27   | Ordinary                                           | Beast                                | Dance-pop               | "Gotta Go To Work" (lançado em 20 de julho de 2015) "YeY" (lançado em 27 de julho de 2015) | Oitavo EP                 | Cube Entertainment                       |
| 27   | Beautiful Tonight                                  | Lee Ki Chan                          | Balada                  | "Beautiful Tonight" | Single digital            | Hogisim Studio                           |
| 27   | Playback                                           | KIGGEN (Phantom)                     | Rap, Hip-hop            | "Playback" (Part Jin Sil (Mad Soul Child) & (HanHae) (Phantom) | Single digital            | Brand New Music                          |
| 27   | Hip-Hop                                            | Nochang                              | Rap, Hip-hop            | "Hip-Hop" | Single digital            | Just Music Entertainment                 |
| 27   | Toc Toc Toc                                        | LIME                                 | Dance-pop               | "Toc Toc Toc" | Single digital            | V&K Entertainment                        |
| 28   | Awesome                                            | Loco                                 | Rap, Hip-hop            | "Awesome" (Part Jay Park & Gray | Single digital            | AOMG                                     |
| 28   | Secret Number                                      | Blady                                | Dance-pop               | "Secret Number" | Single digital            | Star Planet                              |
| 29   | The Star of Stars                                  | FLASHE                               | Dance-Pop               | "The Star of Stars" | Single digital            | CGM Entertainment                        |
| 29   | Ttan Tta Dan                                       | A.N.D.S                              | Dance-pop               | "Ttan Tta Dan" | Single digital            | CGM Entertainment                        |
| 29   | You're Beautiful                                   | Yoo Seung Woo                        | Balada                  | "You're Beautiful (Part (Louise) (Geeks) | Terceiro álbum single     | Starship Entertainment                   |
| 30   | Good Life                                          | Kye Bum Zu                           | Rap, Hip-hop            | "Give It 2 U" (Part P.O (Block B) & Niihwa) (lançado em 30 de julho de 2015) | Álbum de estreia          | PJR Entertainment                        |
| 30   | Working 99%                                        | ZPZG                                 | Dance-pop               | "AOAO" | Single digital            | J Star Entertainment                     |
| 30   | Queen                                              | Miryo (Brown Eyed Girls)             | Rap, Hip-hop            | "Queen" (Diva) (Part Ga In) | Single digital            | Nega Network                             |
| 31   | Reggae Smash (Summer Night OST)                    | SKULL & HAHA                         | Rap, Hip-hop            | "Reggae Smash" | Single digital            | QUAN Entertainment                       |
| 31   | Except For Me                                      | Teen Top                             | Dance-pop               | "Except For Me" | Single digital            | Top Media                                |

#### Agosto
| Data | Título(s)                                    | Artista(s)                                     | Gênero(s)                 | Single(s) | Notas                     | Gravadora(s)                             |
| ---- | -------------------------------------------- | ---------------------------------------------- | ------------------------- | --- | ------------------------- | ---------------------------------------- |
| 03   | Reboot                                       | Wonder Girls                                   | Pop                       | "I Feel You" (lançado dia 3 de agosto de 2015)                                                                        | Terceiro álbum            | JYP Entertainment                        |
| 03   | Married To The Music                         | SHINee                                         | Dance-pop                 | "Married To The music" (lançado dia 3 de agosto de 2015)                                                              | Quarto álbum repaginado   | SM Entertainment                         |
| 03   | Shadow                                       | The Legend                                     | Dance-pop                 | "Shadow" | Single digital            | SS Entertainment                         |
| 03   | My Number                                    | Cheetah                                        | Rap, Hip-hop              | "My number" | Single digital            | Wealive Records                          |
| 04   | So Good                                      | T-ara                                          | Dance-pop                 | "So Crazy" (lançado dia 4 de agosto de 2015)                                                                          | Décimo primeiro EP        | MBK Entertainment                        |
| 04   | I Can Sing                                   | Lee Michelle                                   | R&B, Soul                 | "I Can Sing" (lançado dia 4 de agosto de 2015)                                                                        | Primeiro EP               | Sony Music                               |
| 04   | Fantastic (from movie Fantastic Four)        | Rap Monster (BTS)                              | Rap, Hip-hop              | "Fantastic" (Part Mandy Ventrice)                                                                                     | Single digital            | Big Hit Entertainment                    |
| 05   | E (MADE Series #4)                           | BIGBANG                                        | Hip-Hop, Pop, Balada      | "Zutter" (lançado em 5 de agosto de 2015) "Let's Not Fall in Love" (lançado em 5 de agosto de 2015)                   | Sétimo álbum single       | YG Entertainment                         |
| 05   | Close Your Eyes                              | HeartB                                         | Balada                    | "Close Your Eyes" (Part Jung Jae Wook)                                                                                | Single digital            | Marble Pop Entertainment                 |
| 05   | Make Me Ugly Plz                             | Yeon Bunhong                                   | Trot                      | "Make Me Ugly Plz" | Single digital            | KDH Entertainment                        |
| 06   | Best of Best                                 | Baechigi                                       | Rap, Hip-hop              | "Shut Up" (Part Solji (EXID) (lançado dia 6 de agosto de 2015)                                                        | Primeiro EP               | YMC Entertainment & Yedang Entertainment |
| 06   | Reason of Love                               | Kim Greem                                      | Folk                      | "Reason of Love" | Single digital            | Nextar Entertainment                     |
| 07   | Summer Night                                 | Navi                                           | Balada                    | "Summer Night" | Single digital            | ITM Entertainment                        |
| 07   | Hello, summer                                | Emotion Boy                                    | Rap, Hip-Hop              | "Start" | Single digital            | por anunciar                             |
| 07   | Hope                                         | Louie (Geeks)                                  | Rap, Hip-Hop              | "Hope" | Single digital            | WA Entertainment                         |
| 07   | Come Closer                                  | BADKIZ                                         | Dance-pop                 | "Come Closer" | Single digital            | Zoo Entertainment                        |
| 10   | Sweet Girl                                   | B1A4                                           | Dance-Pop                 | "Sweet Girl" (lançado dia 10 de agosto de 2015)                                                                       | Sexto EP                  | WM Entertainment                         |
| 10   | Let's Just Say We Loved                      | Seo In Young                                   | Balada                    | "Let's Just Say We Loved" (Part Lil Boi (Geeks)                                                                       | Single digital            | IY Company                               |
| 11   | Let's go to Happy Land                       | Lee Sun Hee                                    | Balada                    | "Let's go to Happy Land"                                                                                              | Single digital            | Hook Entertainment                       |
| 12   | 2                                            | PRIMARY                                        | R&B, Soul                 | "Hello" (Part Lena Park) "Just Like U" (Part Yankie, Jessi (Lucky J)                                                  | Segundo álbum             | Amoeba Culture                           |
| 12   | Prisoner                                     | Stephanie (The Grace)                          | Dance-pop                 | "Prisoner" | Single digital            | Mafia Records                            |
| 12   | To My Love ("Yong Pal" OST Part.1)           | The One                                        | Drama                     | "To My Love" | Single digital            | SBS                                      |
| 13   | Hold On                                      | AXODUS (Don Spike and DJ Hanmin)               | Electronica               | "Hold On" (Part Key (SHINee)                                                                                          | Single digital            | SM Entertainment                         |
| 13   | Only For You                                 | Koh Na Young                                   | Ballad                    | "Only For You" | Single digital            | MBK Entertainment                        |
| 13   | Blazing                                      | Tiger JK                                       | Rap, Hip-Hop              | "Blazing" (Em chamas) (Part Yoon Mi Rae & Bizzy)                                                                      | Single digital            | FeelGhood Music                          |
| 13   | Humble                                       | Humble                                         | Rock                      | "Like It" (lançado dia 13 de agosto de 2015)                                                                          | EP de estreia             | por anunciar                             |
| 14   | Real Me                                      | Giran                                          | R&B, Soul                 | "Destination" | Single digital            | por anunciar                             |
| 14   | Already Now                                  | ROO                                            | Balada                    | "Already Now" (Part Kye Bum Zu)                                                                                       | Single digital            | por anunciar                             |
| 14   | Birthday                                     | KIXS                                           | R&B, Soul                 | "Birthday" | Single digital            | Soulshop Entertainment                   |
| 17   | Cross The Line                               | Kim Hyung Jun (SS501)                          | Dance-pop                 | "Cross The Line" | Single digital            | CI Entertainment                         |
| 17   | Beautiful Liar                               | VIXX LR                                        | Dance-pop                 | "Beautiful Liar" (lançado dia 17 de agosto de 2015)                                                                   | EP de estreia             | Jellyfish Entertainment                  |
| 17   | Love Is Coffee                               | Taurine                                        | Ballad                    | "Love Is Coffee" (Part Yoo Joon Sang)                                                                                 | Single digital            | Insight Entertainment                    |
| 17   | Ordinary 0817                                | Jang Hye Jin                                   | R&B, Soul                 | "Summer Lady" (Part Andup)                                                                                            | Single digital            | Baljunso & Andup Music                   |
| 18   | Allday Allnight                              | Jakop, Raina, ￦uNo, DAYDAY                    | Rap / Hip-hop             | "Allday Allnight" (Todo dia toda noite)                                                                               | Single digital            | Dublekick Entertainment & Million Market |
| 19   | Lion Heart                                   | Girls' Generation                              | Dance-pop                 | "Lion Heart" (lançado dia 18 de agosto de 2015) "You Think" (lançado dia 19 de agosto de 2015)                        | Quinto álbum              | SM Entertainment                         |
| 19   | The Voice                                    | SG WANNABE                                     | Ballad, R&B, Soul         | "Love You" "Good Memory"                                                                                              | Primeiro EP               | IS Entermedia Group                      |
| 19   | Not Enough                                   | Kisum & Jace                                   | Rap, Hip-hop              | "Not Enough" | Single digital            | Brand New Entertainment                  |
| 19   | Nightmare ("Yong Pal" OST Part.2)            | Young Junhyung (Beast) & Heo Ga Yoon (4Minute) | Drama                     | "Nightmare" | Single digital            | SBS                                      |
| 20   | ACKMONG                                      | JJCC                                           | Dance-pop                 | "Where You At" | Segundo EP                | Jackie Chan Group Korea                  |
| 20   | Believe Me                                   | Kin Na Young                                   | Ballad                    | "Believe Me" | Single digital            | por anunciar                             |
| 21   | A+                                           | HyunA (4Minute)                                | Dance-Pop                 | "Roll Deep" (Part Jung Il Hoon (BtoB) (lançado dia 21 de agosto de 2015)                                              | Quarto EP                 | Cube Entertainment                       |
| 21   | Sorry                                        | Juniel                                         | Balada                    | "Sorry" | Single digital            | FNC Entertainment                        |
| 21   | ￦ & ONLY                                    | Simon D                                        | R&B, Hip-hop              | "Simon Dominic" (lançado dia 12 de agosto de 2015) "WON(₩) & ONLY" (Part Jay Park) (lançado dia 21 de agosto de 2015) | Primeiro EP               | AOMG                                     |
| 21   | Slow                                         | LPG                                            | Dance-pop                 | "Slow" | Single digital            | Chan2 Productions                        |
| 24   | Instinct (Law of the Jungle OST)             | NC.A                                           | Dance-pop                 | "Instinct" | Single digital            | JJ Holic Media                           |
| 24   | Dreaming                                     | APRIL                                          | Dance-pop                 | "Dream Candy" (lançado dia 24 de agosto de 2015)                                                                      | EP de estreia             | DSP Media                                |
| 24   | Love                                         | Kate                                           | Dance-pop                 | "Love" | Single digital            | por anunciar                             |
| 24   | Third FInger                                 | Autumn Vacation                                | Folk                      | "Goodbye Future" | Single digital            | Luova Factory                            |
| 24   | Face 2 Face                                  |                                                | Electronica               | "Face 2 Face" | Single digital de estreia | Waltzsofa Records                        |
| 24   | Burning Love                                 | 1TensioN                                       | Dance-pop                 | "Burning Love" | Single digital de estreia | Bridge Sound Entertainment               |
| 25   | MY OH MY                                     | myB                                            | Dance-pop                 | "MY OH MY" | Single digital de estreia | Maroo Entertainment                      |
| 25   | BestDriver                                   | Hangzoo (Rhythm Power)                         | Rap, Soul                 | "BestDriver" (Part Gaeko (Dynamic Duo) (lançado em 25 de agosto de 2015)                                              | Primeiro álbum            | King The Hyung Records                   |
| 25   | My Name Is BEN                               | Ben                                            | Dance-pop                 | "Looby Loo" (lançado em 25 de agosto de 2015)                                                                         | Segundo EP                | Happy Face Entertainment                 |
| 25   | In My Bed                                    | Kassy                                          | R&B, Soul                 | "In My Bed | Single digital            | por anunciar                             |
| 25   | Dal Dal Project Vol.7                        | Fresh Girls                                    | Rock                      | "Song From Work" | Single digital            | ChungChun Music                          |
| 26   | Dark Panda                                   | Hyolyn X Zico X Paloalto                       | Rap, Hip-Hop              | "Dark Panda" | Single digital            | Starship Entertainment & Seven Seasons   |
| 26   | PIPPI                                        | 2EYES                                          | Dance-pop                 | "PIPPI" | Single digital            | IHQ - LOEN Entertainment                 |
| 26   | Sugar                                        | All-Star                                       | Dance-pop                 | "Sugar" | Single digital de estreia | BURNHARD Entertainment                   |
| 26   | Divin`                                       | Tae Wan (C-Luv)                                | Rap, Hip-Hop              | "Divin`" | Single digital            | Brand New Music                          |
| 27   | Sick To The Bone                             | Ami                                            | Balada                    | "Sick To The Bone" (Part Baro (B1A4) & Dongwoo (Infinite)                                                             | Single digital            | WM Entertainment & Woollim Entertainment |
| 27   | 3                                            | Joo Young                                      | R&B / Soul                | "Wet" (Seco) (Part SuperBee) "Downtown Love" (Part Whale & Mad Clown)                                                 | Terceiro álbum single     | Starship Entertainment                   |
| 27   | That.Is.Lee.                                 | Jo Su Mi                                       | Drama                     | "Love, on its Solitude" (Part Jeon Je Duk) (lançado em 27 de agosto de 2015)                                          | Primeiro EP               | por anunciar                             |
| 27   | Thirtieth Midnight                           | Saevom                                         | Folk                      | "Thirtieth Midnight" (Part Han-all)                                                                                   | Single digital            | ZeoM Entertainment                       |
| 27   | Still Not Send                               | Lydia                                          | Balada                    | "Still Not Send" | Single digital            | Winner J Entertainment                   |
| 28   | INSATIABLE                                   | Beat Win                                       | Dance-pop                 | "Stalker" (lançado em 28 de agosto de 2015)                                                                           | Primeiro EP               | Heavenly Star Contents                   |
| 28   | The Anecdote                                 | E-Sens                                         | Rap, Hip-hop              | "The Anecdote" (lançado em 28 de agosto de 2015)                                                                      | Primeiro álbum            |                                          |
| 28   | Love Me Do                                   | Jang Jane                                      | Folk                      | "Love Me Do" | Single digital            | Mystic89                                 |
| 28   | Moist                                        | Peterpan Complex                               | Electronica               | "Moist" (Part Yozoh)                                                                                                  | Single digital            | Siren Entertainment & Pastel Music       |
| 28   | Kiss Me                                      | Flower                                         | Rock                      | "Kiss Me" (lançado dia 28 de agosto de 2015)                                                                          | Segundo EP                | por anunciar                             |
| 28   | Goal Keeper                                  | Dok2 & Microbot                                | Rap, Hip-hop              | "Goal Keeper" | Single digital            | Illionaire Records                       |
| 28   | Gimme a Chocolate                            | Jo Jung Seok                                   | Folk                      | "Gimme a Chocolate"                                                                                                   | Single digital            | Culture Deport                           |
| 28   | Sad Grimace                                  | Jung Jae Wook                                  | Ballad                    | "Sad Grimace" | Single digital            | Ares Entertainment                       |
| 29   | Wrongful Meeting ("Twenty Again" OST Part.1) | Honey G                                        | Drama                     | "Wrongful Meeting" | Single digital            | CJ E&M                                   |
| 31   | PUPPY                                        | FT Island                                      | Rock                      | "Puppy" | Single digital            | FNC Entertainment                        |
| 31   | YEOJA                                        | Verbal Jint & Sanchez (Phantom)                | Rap / Hip-hop, R&B / Soul | "Favorite!" (lançado dia 31 de agosto de 2015)                                                                        | Primeiro EP               | Brand New Music & WA Entertainment       |
| 31   | Love Is Always Run Away                      | PARANG JAMONG                                  | Balada                    | "Love Is Always Run Away"                                                                                             | Single digital            | BEAT Entertainment                       |
| 31   | Let's Make Love                              | SWEET SORROW                                   | Ballad                    | "Let's Make Love" | Single digital            | Next Entertainment World                 |

#### Setembro
| Data                                        | Título                                            | Artista                                                                             | Gênero(s)                | Singles | Notas                   | Gravadora(s)                              |           |
| ------------------------------------------- | ------------------------------------------------- | ----------------------------------------------------------------------------------- | ------------------------ | --- | ----------------------- | ----------------------------------------- | --------- |
| 01                                          | Lonely 4 Songs                                    | GIRIBOY                                                                             | Rap, Hip-hop             | "We Got Married" (Part Fromm) (lançado dia 1 de setembro de 2015)                                                       | 3.º mini álbum          | Just Music                                |           |
| 01                                          | Pour                                              | DinDin                                                                              | Rap, Hip-Hop             | "Pour" | Álbum single            | D.O Entertainment                         |           |
| 01                                          | Sing The Road #01                                 | J.Y. Park & Lee Jin Ah                                                              | Rock                     | "Road To The Airport"                                                                                                   | Single digital          | JYP Entertainment                         |           |
| 02                                          | I Wonder                                          | Playback                                                                            | Dance-pop                | "I Wonder" (Part Eric Nam)                                                                                              | 2.º single digital      | Clear Entertainment                       |           |
| 02                                          | 3 Sec                                             | Kisum, Homme                                                                        | Balada                   | "3 Sec" | Single digital          | Big Hit Entertainment                     |           |
| 02                                          | Super Moon                                        | Choi Ye Geun                                                                        | R&B / Soul               | "Super Moon" (Part Il Do (2000won)                                                                                      | Single digital          | Reve Entertainment                        |           |
| 02                                          | A.D.A (A Dangerous Action)                        | 4SOME                                                                               | Dance-pop                | "A.D.A (A Dangerous Action)"                                                                                            | Single de estreia       | Danal Entertainment                       |           |
| 02                                          | Do Not Love Me ("Twenty Again" OST Part.2)        | Roy Kim                                                                             | Drama                    | "Do Not Love Me" | Single digital          | CJ E&M                                    |           |
| 02                                          | Actually, I'm ("Yong Pal" OST Part.3)             | Jung In                                                                             | Drama                    | "Actually, I'm" | Single digital          | SBS                                       |           |
| 03                                          | I'm Fine Thank You                                | Polaris (Kim Bum Soo, IVY, Rumble Fish, Sun Woo, Han Heejun, So Jung (Ladies' Code) | Balada                   | "I'm Fine Thank You" | Single digital          | Polaris Entertainment                     |           |
| 03                                          | No Reply                                          | JuB (SunnyHill) X Gummy                                                             | Ballad                   | "No Reply" | Single digital          | LOEN Entertainment                        |           |
| 03                                          | DoliGo DoliGo                                     | GI (Global Icon)                                                                    | Dance-pop                | "DoliGo DoliGo" | Single digital          | Simtong Entertainment                     |           |
| 03                                          | A Bad Thing                                       | Purfles                                                                             | Dance-pop                | "A Bad Thing" | Single digital          | Crescendo Music                           |           |
| 03                                          | Once Upon A Time                                  | UNICORN                                                                             | Dance-pop                | "Huk" (lançado dia 3 de setembro de 2015)                                                                               | EP de estreia           | Show Brothers Entertainment               |           |
| 03                                          | Don't Leave ("CheoYoung 2" OST Part.1)            | Yong Ji (Bubble Sisters)                                                            | Drama                    | "Don't Leave" | Single digital          | Starentry Entertainment                   |           |
| 04                                          | Dandelion                                         | Jjarimongttang                                                                      | Ballad                   | "Wonder About You" | Álbum single de estreia | CS Entertainment                          |           |
| 04                                          | Shine a Moonlight                                 | BIGSTAR                                                                             | Dance-pop                | "Full Moon Shine" | 3.º mini álbum          | Brave Entertainment                       |           |
| 04                                          | Broken Doll                                       | Miwoo                                                                               | por anunciar             | "Broken Doll" | Single de estreia       | Leessang Company                          |           |
| 04                                          | She's Like The Wind                               | 6 to 8                                                                              | Ballad                   | "She's Like The Wind"                                                                                                   | Single digital          | LOEN Entertainment                        |           |
| 04                                          | Still                                             | Ra.D                                                                                | R&B / Soul               | "Still" | Single digital          | LOEN Entertainment                        |           |
| 05                                          | Hood                                              | Tablo X Joey Badass X Code Kunst                                                    | Rap / Hip-hop            | "Hood" | Single digital          | Luminant Entertainment & YG Entertainment |           |
| 07                                          | I'll Smile Even If It Hurts                       | Ladies' Code                                                                        | Ballad                   | "I'll Smile Even If It Hurts"                                                                                           | Single digital          | Polaris Entertainment                     |           |
| 07                                          | #REAL#                                            | Jun Jin (Shinhwa)                                                                   | Dance-pop                | "Wow Wow Wow" (Part Eric)                                                                                               | Single digital          | Empino Entertainment                      |           |
| 07                                          | Rush                                              | Monsta X                                                                            | Dance-pop, Rap / Hip-hop | "Rush" (lançado dia 7 de setembro de 2015)                                                                              | 2.º mini álbum          | Starship Entertainment                    |           |
| 07                                          | The Day                                           | DAY6                                                                                | Rock                     | "Congratulations" (lançado dia 7 de setembro de 2015)                                                                   | Mini álbum de estreia   | JYP Entertainment                         |           |
| 07                                          | Dance With Hyun Joon                              | Poppin' Hyun Joon                                                                   | Dance-pop                | "Dance With Hyun Joon"                                                                                                  | Single digital          | Happy Face Entertainment                  |           |
| 08                                          | Sing The Road #02                                 | J.Y. Park & Jung Seung Hwan                                                         | Ballad                   | "Jamsu Bridge" | Single digital          | JYP Entertainment & Antenna Music         |           |
| 08                                          | Son E Ga                                          | Chancellor (Duble Sidekick), Bumkey                                                 | R&B, Soul                | "Son E Ga" | Single digital          | Duble Kick Company                        |           |
| 08                                          | Gaga Live                                         | Black Nut                                                                           | Rap / Hip-hop            | "Gaga Live" (Part 175.211.*.*)                                                                                          | Single digital          | Just Music                                |           |
| 08                                          | You & Me                                          | Jung Se Jin                                                                         | Ballad, R&B / Soul       | "You & Me" | Single digital          | Those Records                             |           |
| 08                                          | Vampire                                           | NPI (New Planet Icons)                                                              | Dance-pop                | "Vampire" | Álbum single de estreia | New Planet Entertainment                  |           |
| 09                                          | 9x9th                                             | LYn                                                                                 | R&B / Soul               | "Let Me Be The Only One (lançado dia 19 de agosto de 2015) "Love Moves On" (lançado dia 9 de setembro de 2015)          | Nono álbum              | Music&NEW                                 |           |
| 09                                          | The Red                                           | Red Velvet                                                                          | Dance-pop                | "Dumb Dumb" (lançado dia 9 de setembro de 2015)                                                                         | 1.º álbum               | SM Entertainment                          |           |
| 09                                          | So We Are ("Yong Pal" OST Part.4)                 | Baek A Yeon                                                                         | Drama                    | "So We Are" (Assim estamos)                                                                                             | Single digital          | SBS                                       |           |
| 09                                          | Memories ("CheoYoung 2" OST Part.2)               | DinDin                                                                              | Drama                    | "Memories" (Memórias) (Part Ahn Hyun Jung)                                                                              | Single digital          | Starentry Entertainment                   |           |
| 10                                          | Chocolate                                         | Kangnam (M.I.B)                                                                     | Dance-pop, Ballad, Rock  | "Chocolate" (Part San E)                                                                                                | Single digital          | Jungle Entertainment                      |           |
| 10                                          | Dirty                                             | G.Soul                                                                              | Electronica              | "Crazy For You" (Louco por você) (lançado dia 10 de setembro de 2015)                                                   | 2.º mini álbum          | JYP Entertainment                         |           |
| 10                                          | Boys Be                                           | Seventeen                                                                           | Dance-pop                | "Mansae" (lançado dia 10 de setembro de 2015)                                                                           | 2.º mini álbum          | Pledis Entertainment                      |           |
| 10                                          | U.F.L (Unfinished Love)                           | MC Sniper                                                                           | Rap / Hip-hop            | U.F.L (Unfinished Love) (Amor inacabado) (Part Vido Seungwoo)                                                           | Single digital          | Sniper Sound                              |           |
| 10                                          | Give Me A Chance                                  | ZEST-Z (ZEST)                                                                       | Dance-pop                | "Give Me A Chance" (Me dê uma chance)                                                                                   | Single de estreia       | Zenith Media                              |           |
| 10                                          | Yim Jae Bum 30th ANNIVESARY Album Project 1       | Yim Jae Bum                                                                         | Ballad                   | "Scars Deeper Than Love" (Cicatrizes mais profundas que o amor) (Part Taeyeon (Girls' Generation)                       | Single digital          | SM Entertainment                          |           |
| 10                                          | Beautiful                                         | LU:KUS                                                                              | Dance-pop                | "Beautiful" (Linda) | 3.º álbum single        | HY Entertainment                          |           |
| 11                                          | Top Secret                                        | UP10TION                                                                            | Dance-pop                | "So, Dangerous" (Tão, perigoso) (lançado dia 11 de setembro de 2015)                                                    | Mini álbum de estreia   | TOP Media                                 |           |
| 11                                          | Fallen                                            | ACE                                                                                 | Dance-pop                | "Fallen" (Caído) | Single de estreia       | Worthy Entertainment                      |           |
| 11                                          | Friends                                           | MC Gree & Rudals                                                                    | Rap / Hip-hop            | "Friends" (Amigos) | Single digital          | Brand New Music                           |           |
| 11                                          | Whoa Ha!                                          | Vasco                                                                               | Rap / Hip-hop            | "Whoa Ha!" | Single digital          | Just Music                                |           |
| 11                                          | Oh You Yeah You ("Twenty Again" OST Part.3)       | Yoo Sung Eun                                                                        | Drama                    | "Oh You Yeah You" (Oh você, sim você)                                                                                   | Single digital          | CJ E&M                                    |           |
| 11                                          | The Two Of Us ("I Have A Lover" OST Part.1)       | Lee Eun Mi                                                                          | Drama                    | "The Two Of Us" (Nós dois)                                                                                              | Single digital          | iWill Media                               |           |
| 12                                          | Unpretty Rapstar 2 track 1                        | Unpretty Rapstar 2                                                                  | Rap / Hip-hop            | "Don't Stop" (Não pare)                                                                                                 | Single digital          | CJ E&M                                    |           |
| 14                                          | ONE                                               | JUNHO (2PM)                                                                         | Dance-pop, Ballad, Rock  | "Fire" (Fogo) (lançado dia 14 de setembro de 2015)                                                                      | Álbum best              | JYP Entertainment                         |           |
| 14                                          | Love & Hate                                       | Fly to the Sky                                                                      | Ballad                   | "It happens to be that way" (Aconteceu porque tinha que ser assim) "If I have to hate you" (Se eu tiver que odiar você) | 1.º mini álbum          | H2 Media                                  |           |
| 14                                          | 2gether                                           | CNBLUE                                                                              | Rock                     | "Cinderella" (lançado dia 14 de setembro de 2015)                                                                       | 2.º álbum               | FNC Entertainment                         |           |
| 15                                          | SSENUNNI                                          | Jessi (Lucky J)                                                                     | Rap / Hip-hop            | "Ssenunni" | Single digital          | YMC Entertainmet                          |           |
| 15                                          | 美STORY                                           | HeartB                                                                              | Ballad                   | "Beautiful" (Linda) (Part Andup) (lançado dia 15 de stembro de 2015)                                                    | 2.º mini álbum          | Marble Pop Entertainment                  |           |
| 15                                          | My Type                                           | IKON                                                                                | Dance-pop, Rap / Hip-hop | "My Type" (Meu tipo) | Single digital          | YG Entertainment                          |           |
| 15                                          | Service                                           | VIVIDIVA                                                                            | Dance-pop                | "Service" (Serviço) | Single digital          | DN Entertainment                          |           |
| 15                                          | Do It Amazing                                     | DIA                                                                                 | Dance-pop                | "Somehow" (De alguma maneira) (lançado dia 15 de setembro de 2015)                                                      | Álbum de estreia        | MBK Entertainment                         |           |
| 15                                          | Portrait Of You                                   | Stella Jang                                                                         | Folk                     | "Portrait Of You" (Retrato de você)                                                                                     | Single digital          | Grandline Entertainment                   |           |
| 16                                          | Feeling                                           | Roh Jihoon                                                                          | Ballad                   | "If You Were Me" | Debut Single            | DN Entertainment                          |           |
| 16                                          | Magic                                             | Super Junior                                                                        | Dance                    | "Magic" | Special Album Part.2    | SM Entertainment                          |           |
| 16                                          | Geunduun                                          | Hanhae (Phantom)                                                                    | Rap / Hip-hop            | "Geunduun" (ft. Bumkey)                                                                                                 | Digital Single          | Brand New Music                           |           |
| 16                                          | Girl Crush ("Innisia Nest" OST)                   | MAMAMOO)                                                                            | Game                     | "Girl Crush" | Digital Single          | Rainbow Bridge World                      |           |
| 16                                          | Come To Me ("Yong Pal" OST Part.5)                | K.Will)                                                                             | Drama                    | "Come To Me" | Digital Single          | SBS                                       |           |
| 16                                          | 17                                                | Ahyeondong                                                                          | SWEET SORROW             | Ballad | "Ahyeondong"            | Digital Single                            | Music&NEW |
| Story Op.1                                  | 17                                                | JONGHYUN (SHINee)                                                                   | Ballad, R&B / Soul       | "End of a day" | 1st Full Album          | SM Entertainment                          |           |
| Like a stranger                             | 17                                                | December                                                                            | Ballad                   | "Far Away, Far Away, Far Away" (ft. Gum Eun Tti)                                                                        | Mini Album              | CS Happy Entertainment                    |           |
| Wonder in Dreams ("CheoYoung 2" OST Part.3) | 17                                                | Fromm                                                                               | Drama                    | "Wonders in Dreams" | Digital Single          | Starentry Entertainment                   |           |
| 18                                          | Continue                                          | ZE:A                                                                                | Dance                    | "Continue" | Best Album              | Star Empire Entertainment                 |           |
| 18                                          | Star Shell                                        | NELL                                                                                | Rock                     | "Star Shell" | Digital Single          | Woollim Entertainment                     |           |
| 18                                          | Autumn Leaves (Prod. by 40)                       | UJi (BESTie)                                                                        | Ballad, R&B / Soul       | "Autumn Leaves" | Digital Single          | YNB Entertainment                         |           |
| 18                                          | iDozer                                            | VASCO                                                                               | Rap / Hip-hop            | "iDozer" | Digital Single          | Just Music                                |           |
| 18                                          | Beautiful Days ("Twenty Again" OST Part.4)        | Byul                                                                                | Drama                    | "Beautiful Days" | Digital Single          | CJ E&M                                    |           |
| 19                                          | Unpretty Rapstar 2 Track 3                        | Truedy                                                                              | Rap / Hip-hop            | "If It Weren't Music" (ft. Cheetah, Verbal Jint)                                                                        | Digital Single          | CJ E&M                                    |           |
| 21                                          | 2002                                              | GARY (LeeSSang)                                                                     | Rap / Hip-hop            | "JOA" (ft. Jay Park) "GET'S SOME AIR" (ft. MIWOO)                                                                       | 1st Full Album          | Leessang Company                          |           |
| 21                                          | Ordinary Love                                     | Park Kyung (Block B)                                                                | Dance                    | "Ordinary Love" (ft. Park Boram)                                                                                        | Debut Single            | Seven Seasons                             |           |
| 21                                          | Fancy                                             | Bay.B                                                                               | Dance                    | "Fancy" (ft. Wutan) | 3rd Digital Single      | Can Entertainment                         |           |
| 21                                          | Drop Top                                          | Tae Wan                                                                             | Rap / Hip-hop            | "Drop Top" (ft. The Quiett)                                                                                             | Digital Single          | Brand New Music                           |           |
| 21                                          | I Love You ("All Is Well" OST Part.1)             | Hyo Eun (Stellar)                                                                   | Drama                    | "I Love You" | Digital Single          | Danal Entertainment                       |           |
| 22                                          | Love Again                                        | Lim Chang Jung                                                                      | Ballad                   | "Dream That Was You" | 1st Mini Album          | NH EMG                                    |           |
| 22                                          | Lean On Me                                        | Soyou (SISTAR) & Kwon Jeong Yeol (10cm)                                             | Ballad, R&B / Soul       | "Lean On Me" | Digital Single          | Starship Entertainment & Nega Network     |           |
| 22                                          | I'm going now                                     | D:elta (AlphaBAT)                                                                   | Dance                    | "I'm going now" (ft. Iota)                                                                                              | Solo Debut Single       | Simtong Entertainment                     |           |
| 22                                          | New days                                          | ZZAPA                                                                               | Rap / Hip-hop            | "New days" (ft. Microdot)                                                                                               | Digital Single          | Primetime Music                           |           |
| 22                                          | Sing the Road #03                                 | J.Y. Park, Bernard Park, Jimin Park (15&)                                           | Ballad                   | "Busan Memories" | Digital Single          | JYP Entertainment                         |           |
| 22                                          | Don't Answer My Phone                             | Hwayobi                                                                             | R&B / Soul               | "Don't Answer My Phone"                                                                                                 | Digital Single          | Hogishim Entertainment                    |           |
| 22                                          | Love Remains ("The Great Wives" OST Part.2)       | Ji Yoon (Amor Fati)                                                                 | Drama                    | "Love Remains" | Digital Single          | LEEWAY Music & Media                      |           |
| 22                                          | LAND                                              | Life and Time                                                                       | Rock                     | "My loving city" | 2nd Full Album          | Happy Robot Records                       |           |
| 22                                          | Go Back                                           | 3Bicycle                                                                            | Folk                     | "Weather Forecast" | 1st Mini Album          | Tory Media                                |           |
| 22                                          | LIVE @BEAT HOUSE                                  | Lim Kim (Togeworl)                                                                  | Ballad                   | "Think About' Chu" | Digital Single          | Beatpacking Company                       |           |
| 22                                          | Real Smell                                        | Real Smell                                                                          | Folk                     | "On The Way To You" | 1st Full Album          | V Company                                 |           |
| 23                                          | My First Love                                     | Berry Good                                                                          | Ballad                   | "My First Love" | Digital Single          | Asia Bridge                               |           |
| 23                                          | Baby You                                          | Im Se Jun                                                                           | Ballad, R&B / Soul       | "Baby You" | Digital Single          | The Vibe Entertainment                    |           |
| 23                                          | Blah Blah                                         | Sunny Days                                                                          | Dance                    | "Blah Blah" | 6th Digital Single      | Haeun Entertainment                       |           |
| 23                                          | Soulmate                                          | Nu.D                                                                                | Rap / Hip-hop            | "Soulmate" | 3rd Digital Single      | Nu_Dimension                              |           |
| 23                                          | Thumping ("She Was Pretty" OST Part.1)            | Kim Min Seung                                                                       | Drama                    | "Thumping" | Digital Single          | Bon Factory Worldwide                     |           |
| 23                                          | Coffee (Prod. by G-Park)                          | Yoo Jae Hwan, Lim Kim (Togeworl)                                                    | Dance                    | "Coffee" | Digital Single          | Geo Seong Entertainment                   |           |
| 23                                          | It's Alright                                      | COOL                                                                                | Dance                    | "It's Alright" | Digital Single          | Independence                              |           |
| 23                                          | Dance (Let Me Show U)                             | EZEN                                                                                | Rock                     | "Dance (Let Me Show U)"                                                                                                 | Digital Single          | Mystic89                                  |           |
| 23                                          | Piano                                             | Yiruma                                                                              | New Age                  | "Dance" | ? Full Album            | Sony Music                                |           |
| 23                                          | Put It On                                         | Jung Ssang                                                                          | Rap / Hip-hop            | "Put It On" | Digital Single          | 505 Music                                 |           |
| 23                                          | You To Me                                         | Star Cooking Berg                                                                   | Folk                     | "You To Me" | Digital Single          | Billybean Music                           |           |
| 23                                          | 25.92                                             | J.BASS                                                                              | Folk                     | "Caramel Macchiato" (ft. Jang Gyu Cheol, Lee Si Eun)                                                                    | Digital Single          | J Clef Sound                              |           |
| 23                                          | I'll Call                                         | The Suite                                                                           | R&B / Soul               | "I'll Call" | Digital Single          | InPlanet                                  |           |
| 24                                          | Let's Eat Together                                | Yoon Hyun Sang                                                                      | Folk                     | "Let's Eat Together" (ft. Yoon Bomi of Apink)                                                                           | Digital Single          | LOEN Entertainment                        |           |
| 24                                          | Solo                                              | Jay Park                                                                            | Rap / Hip-hop            | "Solo" (ft. Hoody) | Digital Single          | AOMG                                      |           |
| 24                                          | HELLO                                             | HADY                                                                                | Dance                    | "HELLO" | Debut Digital Single    | KINGS Entertainment                       |           |
| 24                                          | All I need                                        | J.Y. Park                                                                           | Rap / Hip-hop            | "All I need" (ft. P-TYPE)                                                                                               | Digital Single          | JYP Entertainment                         |           |
| 24                                          | Remember Me Only ("Yong Pal" OST Part.6)          | Park Hye Soo                                                                        | Drama                    | "Remember Me Only" | Digital Single          | HB Entertainment                          |           |
| 24                                          | Sometimes ("She Was Pretty" OST Part.2)           | Zia                                                                                 | Drama                    | "Sometimes" | Digital Single          | Bon Factory Worldwide                     |           |
| 24                                          | STAY ("CheoYoung 2" OST Part.4)                   | Yoon Hyeong Lyeol                                                                   | Drama                    | "STAY" | Digital Single          | Starentry Entertainment                   |           |
| 24                                          | Gradation                                         | kkakku                                                                              | Rap / Hip-hop            | "Love Me" (ft. Choi Nak Ta) "Always On My Feet"                                                                         | 3rd Mini Album          | CJ E&M                                    |           |
| 24                                          | Blackout                                          | Stephanie (The Grace)                                                               | Dance                    | "Blackout" | Digital Single          | Mafia Records                             |           |
| 24                                          | Bargain Sale                                      | Humming Urban Stereo X Risso                                                        | Jazz                     | "Bargain Sale" | Digital Single          | Waltzsofa Records                         |           |
| 24                                          | Yes Or Nah                                        | Hanjun                                                                              | Rap / Hip-hop            | "Yes Or Nah" | Digital Single          | Headline Music                            |           |
| 24                                          | Flower you                                        | saevom                                                                              | Folk                     | "Flower you" (ft. Jun So Hyun)                                                                                          | Digital Single          | ZeoM Entertainment                        |           |
| 24                                          | Yoo Jeong Sik's Golden Best Vol.1                 | Yoo Jeong Sik                                                                       | Electronica              | "I'll Call You" | 1st Full Album          | Golden Best                               |           |
| 25                                          | Autumn Breezes                                    | Kim Greem                                                                           | Folk                     | "Autumn Breezes" | Digital Single          | Nextar Entertainment                      |           |
| 25                                          | Lost Child                                        | Burstered                                                                           | Rock                     | "Lost Child" | Digital Single          | Evermore Music                            |           |
| 25                                          | Scar                                              | Cho Hyung Woo                                                                       | Rap / Hip-hop            | "Scar" (ft. Cheetah) | Digital Single          | APop Entertainment, Mystic89              |           |
| 25                                          | Promise You                                       | Im Hyung Woo                                                                        | Ballad                   | "Promise You" | Digital Single          | Monster Company                           |           |
| 25                                          | I Like You ("All About My Mom" OST Part.1)        | SunnyHill                                                                           | Drama                    | "I Like You" (ft. Choi Baek Ho)                                                                                         | Digital Single          | Jun and James Ent.                        |           |
| 25                                          | Good Day ("Twenty Again" OST Part.5)              | Jung Joon Il                                                                        | Drama                    | "Good Day" | Digital Single          | CJ E&M                                    |           |
| 25                                          | Dal Dal Project Vol.8                             | Fresh Girls                                                                         | Rock                     | "숨바꼭질" | Digital Single          | ChungChun Music                           |           |
| 26                                          | Unpretty Rapstar 2 Track 2 (Prod. by Verbal Jint) | Heize                                                                               | Rap / Hip-hop            | "Me, Myself & I" (ft. Jessi, Wheesung)                                                                                  | Digital Single          | CJ E&M                                    |           |
| 29                                          | MAD                                               | GOT7                                                                                | Dance                    | "If You Do" | 4th Mini Album          | JYP Entertainment                         |           |
| 30                                          | VIVID                                             | Ailee                                                                               | Dance                    | "Mind Your Own Business"                                                                                                | 1st Full Album          | YMC Entertainment                         |           |
| 30                                          | SPOTLIGHT                                         | A-Daily                                                                             | Dance                    | "SPOTLIGHT" | 2nd Single Album        | DK Entertainment                          |           |
| 30                                          | One More Step ("She Was Pretty" OST Part.3)       | Kihyun (MONSTA X)                                                                   | Drama                    | "One More Step" | Digital Single          | Bon Factory Worldwide                     |           |
| 30                                          | Love With Me                                      | J Mellow                                                                            | R&B / Soul               | "Love With Me" | Digital Single          | Solum Entertainment                       |           |
| 30                                          | From                                              | MILKTEA                                                                             | Folk                     | "From" | Digital Single          | Mango Music                               |           |
| 30                                          | King of Noise                                     | Electron Sheep                                                                      | Rock                     | "Camfire" | 1st Mini Album          | Sony Music                                |           |
| 30                                          | LEADER'S Story                                    | Leader's                                                                            | Ballad                   | "Story" | 4th Digital Single      | TGN Entertainment                         |           |

### Fourth quarter

#### Outubro
| Date | Title(s)                                                                | Artist(s)                                          | Genre(s)             | Single(s)                                                                | Note                  | Label(s)                                           |
| ---- | ----------------------------------------------------------------------- | -------------------------------------------------- | -------------------- | ------------------------------------------------------------------------ | --------------------- | -------------------------------------------------- |
| 01   | WELCOME BACK                                                            | iKON                                               | Dance, Rap / Hip-hop | "Rhythm Ta" "Airplane"                                                   | 1st Mini Album        | YG Entertainment                                   |
| 01   | Lovelyz8                                                                | Lovelyz                                            | Dance                | "Shooting Star" "Ah-Choo"                                                | 1st Mini Album        | Woollim Entertainment                              |
| 01   | Super Fly                                                               | 24K                                                | Dance                | "Super Fly"                                                              | 3rd Mini Album        | Choeun Entertainment                               |
| 01   | I'm sorry and I love you                                                | Park Sung Sin                                      | Ballad               | "Just A Little"                                                          | 3rd Full Album        | Worldwide Music                                    |
| 01   | I Believe ("The Stars Are Shining" OST Part.1)                          | Paul Potts                                         | Drama                | "I Believe"                                                              | Digital Single        | +Plusmedia                                         |
| 01   | Boy's Dream                                                             | MONNI                                              | Rock                 | "This Boy Is An Adult"                                                   | Digital Single        | Modern Boy Entertainment                           |
| 01   | Green Light                                                             | Evo                                                | Rap / Hip-hop        | "The night sky with whiskey"                                             | 3rd Full Album        | 2LSON Company                                      |
| 01   | Home                                                                    | Jin Ju                                             | Ballad               | "Home"                                                                   | Digital Single        | Follow Entertainment                               |
| 01   | 3+3                                                                     | Lee Seung Hwan                                     | Ballad               | "That One Person" "Sweetie Pie"                                          | 1st Mini Album        | Dream Factory Club                                 |
| 02   | No more cry                                                             | Homme                                              | Ballad               | "No more cry"                                                            | Digital Single        | Big Hit Entertainment                              |
| 02   | Morning Noon Evening                                                    | AOORA, Hoik (AA)                                   | R&B / Soul           | "Morning Noon Evening" (ft. Taeyeon of She'z)                            | Debut Single          | Blue Star Entertainment                            |
| 02   | PPI PPI PPA PPA                                                         | Pungdeng-E                                         | Dance                | "PPI PPI PPA PPA"                                                        | 6th Digital Single    | DOMA Entertainment                                 |
| 02   | Hee Ya                                                                  | Effy                                               | Ballad               | "Hee Ya"                                                                 | Digital Single        | WEF Entertainment                                  |
| 02   | That, common song                                                       | Sweet Soap                                         | Folk                 | "That, common song"                                                      | Digital Single        | Beatball Music                                     |
| 02   | GM The Bro S.Yoon                                                       | Bro                                                | Ballad               | "A Sad Man" (ft. Huh Kyung Young)                                        | 1st Full Album        | Ground Music                                       |
| 02   | BLE&D No.3                                                              | Ha Neul Hae                                        | Folk                 | "Airport" (ft. NaO)                                                      | Digital Single        | Blending Stage                                     |
| 02   | Lucy                                                                    | Lucy's Quiet Friends (YOZOH, Eric You)             | Folk                 | "Lucy"                                                                   | Digital Single        | Magic Strawberry Sound                             |
| 02   | Tall Guy                                                                | Kim Jang Hoon, Yoon Do Hyun, Kang Kyun Sung (Noel) | Folk                 | "Tall Guy"                                                               | Digital Single        | World Concert                                      |
| 02   | Restart                                                                 | Kim Mi Kyung                                       | Ballad               | "My Power Again"                                                         | 1st Mini Album        | Pop Music                                          |
| 02   | Mother ("Mother Do Fine" OST Part.1)                                    | Insooni                                            | Drama                | "Mother"                                                                 | Digital Single        | Night Dream Media                                  |
| 02   | FRAMEWORKS                                                              | Samuel Seo                                         | Rap / Hip-hop        | "Make Up Love"                                                           | 1st Full Album        | Craft And Jun & Stoneship                          |
| 02   | This flap is moonlight                                                  | Lee Han Chul                                       | Folk                 | "This flap is moonlight"                                                 | Digital Single        | Tube Amp Music                                     |
| 02   | Radio Star                                                              | Band JACE                                          | Rock                 | "Radio Star"                                                             | 1st Mini Album        | Right Achievement Group                            |
| 02   | Star ("Twenty Again" OST Part.6)                                        | Kim Min Jae, Solar (MAMAMOO)                       | Drama                | "Star"                                                                   | Digital Single        | CJ E&M                                             |
| 03   | Unpretty Rapstar 2 Track 4 (Prod. by Jay Park, Cha Cha Malone)          | Yezi (FIESTAR)                                     | Rap / Hip-hop        | "Solo (Remix)" (ft. Jay Park, Loco)                                      | Digital Single        | CJ E&M                                             |
| 05   | BamBamBam                                                               | HOTTIES                                            | Dance                | "BamBamBam"                                                              | Debut Digital Single  | solreino                                           |
| 05   | Closer Than A Friend                                                    | Grocery Store                                      | Rap / Hip-hop        | "Closer Than A Friend" (ft. Girin)                                       | Digital Single        | Seoul Survivors Record                             |
| 05   | I'm Fine                                                                | Moha                                               | Electronica          | "I'm Fine" (ft. Lee Juno of Casker)                                      | Digital Single        | DH PLAY Entertainment                              |
| 05   | "Where Mermaids Go" OST                                                 | Son Sung Jae & TANG Wei                            | Drama                | "Prologue" (by Son Sung Jae) "Love In Dream" (by TANG Wei)               | Digital Single        | Giraffe Brand                                      |
| 05   | It's Up To Me                                                           | NewDay                                             | R&B / Soul           | "It's Up To Me" (ft. Rico                                                | Digital Single        | it's a new day                                     |
| 05   | CEO                                                                     | Namoo                                              | Adult Contemporary   | "CEO"                                                                    | Digital Single        | Coex Stars                                         |
| 05   | Like Your Love                                                          | Flover                                             | R&B, Soul            | "Like Your Love" (ft. Kasy)                                              | Digital Single        | White Moon Entertainment                           |
| 05   | Twenty                                                                  | YB                                                 | Rock                 | "Twenty"                                                                 | Digital Single        | D Company                                          |
| 05   | Pair Of Shoes                                                           | Byul                                               | Ballad               | "Pair Of Shoes"                                                          | Digital Single        | QUAN Entertainment                                 |
| 05   | Basick X Lil Boi                                                        | Lil Boi, Basick                                    | Rap / Hip-hop        | "Call Me" (ft. Hwa Sa of MAMAMOO)                                        | Digital Single        | Rainbow Bridge World, HOW Entertainment, Grandline |
| 06   | Return 2BiC                                                             | 2BiC                                               | Ballad               | "I will love you like now"                                               | 4th Mini Album        | Nextar Entertainment                               |
| 06   | Bimongsamong                                                            | Parangmangtto                                      | Folk                 | "Bimongsamong"                                                           | Digital Single        | ZeoM Entertainment                                 |
| 06   | Living in the district                                                  | Summer Lee                                         | Folk                 | "Special Being"                                                          | 1st Mini Album        | Popinkorea                                         |
| 06   | Phenomenon of October                                                   | Jaemyoung Doe                                      | Rock                 | "Phenomenon of October" (ft. Nam Sang Ah)                                | Digital Single        | ORM ENT.                                           |
| 06   | MARGINAL                                                                | Trampauline                                        | Electronica          | "Polygamy"                                                               | 3rd Full Album        | Pastel Music                                       |
| 06   | Turtles Fly ("Sassy, Go Go" OST Part.1)                                 | Jadu                                               | Drama                | "Turtles Fly"                                                            | Digital Single        | The Groove Entertainment & Bridge Music            |
| 06   | Fisherman                                                               | Jo Young Hyun                                      | R&B / Soul           | "Fisherman" (ft. Stella Jang)                                            | Digital Single        | Music Plug Company                                 |
| 06   | Rockabilly                                                              | J-Hwan                                             | Ballad               | "Earthquakes" (ft. Ki Tae Young)                                         | 1st Full Album        | SPNJ Entertainment                                 |
| 06   | Look Inside                                                             | Ggotjam Project                                    | Folk                 | "Home"                                                                   | 1st Full Album        | Fluxus                                             |
| 06   | Name                                                                    | Yim Jae Bum                                        | Ballad               | "Name"                                                                   | Digital Single        | Showplay                                           |
| 06   | Star                                                                    | EZEN                                               | Rock                 | "Star"                                                                   | 2nd Mini Album        | Mystic89                                           |
| 06   | My destiny                                                              | ISU (M.C THE MAX)                                  | Ballad               | "My destiny"                                                             | Digital Single        | MBK Entertainment                                  |
| 07   | I                                                                       | TAEYEON (Girls' Generation)                        | Ballad               | "I" (ft. Verbal Jint)                                                    | Solo Debut Mini Album | SM Entertainment                                   |
| 07   | SPEED UP                                                                | MelodyDay                                          | Dance                | "SPEED UP"                                                               | 3rd Single Album      | LOEN Entertainment & Viewga Entertainment          |
| 07   | Thank You                                                               | Gavy NJ                                            | Ballad               | "Thank You" (ft. Jang Hee Young, Misty, Jung Hye Min)                    | Digital Single        | Good fellas Entertainment                          |
| 07   | Sorry                                                                   | Park Boram                                         | Ballad               | "Sorry"                                                                  | 2nd Digital Single    | MMO Entertainment                                  |
| 07   | Forever Love ("My Mother Is A Daughter-In-Law" OST Part.11)             | The Hidden                                         | Ballad               | "Forever Love..."                                                        | Digital Single        | +Plusmedia                                         |
| 07   | Feeling                                                                 | 11:11                                              | Folk                 | "고속도로를 다 지나면 실감이 날까요"                                     | 2nd Mini Album        | Doctor Nine Media                                  |
| 07   | Injury Time                                                             | King Clap                                          | Electronica          | "Injury Time (Radio Edit)"                                               | Digital Single        | Music Joiner Entertainment                         |
| 07   | Hide And Seek                                                           | Love X Stereo                                      | Electronica          | "Hide And Seek"                                                          | Digital Single        | LXS Studio                                         |
| 07   | Where Was You                                                           | The Lime                                           | Ballad               | "Where Was You"                                                          | Digital Single        | 5 Corps Music                                      |
| 07   | LIVE @BEAT HOUSE #3 - Billy Acoustic                                    | Billy Acoustic                                     | Ballad               | "Perfume of Mosquito Time"                                               | Digital Single        | Beat Packing Company                               |
| 07   | Some Days                                                               | Yoonhye                                            | Ballad               | "Some Days"                                                              | Digital Single        | kp Sound                                           |
| 07   | What About You Pal?                                                     | O Broject                                          | Rap / Hip-hop        | "What About You Pal?" (ft. Hanhae of PHANTOM)                            | Digital Single        | Rainbow Bridge World                               |
| 07   | L.O.V.E                                                                 | Pre'Melo                                           | Folk                 | "L.O.V.E" (ft. Yundak of O Broject)                                      | Digital Single        | Pre'Melo Entertainment                             |
| 07   | Adventure                                                               | Oohyo                                              | Electronica          | "K Drama"> "Maybe We"                                                    | 1st Full Album        | Excellent Music Group                              |
| 08   | CLOSER                                                                  | OH MY GIRL                                         | Dance                | "CLOSER"                                                                 | 2nd Mini Album        | WM Entertainment                                   |
| 08   | Incant                                                                  | BIGFLO                                             | Dance                | "Obliviate"                                                              | 3rd Mini Album        | HO Company                                         |
| 08   | Hit You                                                                 | Still PM                                           | Rap / Hip-hop        | "Hit You" (ft. DJ Tiz)                                                   | Digital Single        | Still Company                                      |
| 08   | Tears Flowed Down ("A Daughter Just Like You" OST Part.12)              | Lee Ye Jun                                         | Drama                | "Tears Flowed Down"                                                      | Digital Single        | +Plusmedia                                         |
| 08   | I'd Love Horses                                                         | Acourve                                            | Folk                 | "I'd Love Horses"                                                        | Digital Single        | Bridge Media                                       |
| 08   | Not Easy                                                                | FAME-J                                             | Rap / Hip-hop        | "Not Easy" (ft. Ji Baek of CMYK)                                         | Digital Single        | FACTORY BOY RECORDS                                |
| 08   | MONNI 10th Anniversary Best Album 'FIX' CD1                             | Monni                                              | Rock                 | "Stay Just Way You Are"                                                  | Best Album            | Modern Boy Entertainment                           |
| 08   | Gwaktaehun bubanjang                                                    | Kim Ah Jung                                        | Ballad               | "Lonely Night"                                                           | Digital Single        | Junes Entertainment                                |
| 08   | I'm the One                                                             | PIUS                                               | R&B / Soul           | "I'm the One"                                                            | 7th Digital Single    | PIUS Records                                       |
| 08   | Not my mind                                                             | WAX                                                | Ballad               | "Not my mind"                                                            | Digital Single        | Unts Entertainment                                 |
| 09   | Cuckoo ("Twenty Again" OST Part.7)                                      | Jannabi                                            | Drama                | "Cuckoo"                                                                 | Digital Single        | CJ E&M                                             |
| 09   | Break                                                                   | Beenzino                                           | Rap / Hip-hop        | "Break"                                                                  | Digital Single        | Illionaire Records                                 |
| 10   | 3.1                                                                     | 10cm                                               | Folk                 | "October Rain"                                                           | Digital Single        | Magic Strawberry Sound                             |
| 10   | Unpretty Rapstar 2 Track 5 (Prod. by Jay Park, Cha Cha Malone)          | Hyorin (SISTAR)                                    | Rap / Hip-hop        | "Money" (ft. Jay Park, Geegoin of Rhythm Power)                          | Digital Single        | CJ E&M                                             |
| 10   | I believe ("Cheo Young" OST Part.5)                                     | Zion                                               | Drama                | "I believe"                                                              | Digital Single        | Starentry Entertainment                            |
| 12   | I MEAN                                                                  | BTOB                                               | Ballad               | "Way Back Home"                                                          | 7th Mini Album        | Cube Entertainment                                 |
| 12   | No Make Up                                                              | Zion.T                                             | R&B / Soul           | "No Make Up"                                                             | Digital Single        | Amoeba Culture                                     |
| 12   | The Player                                                              | Yeonkeun Lee                                       | Rock / Dance         | "보고싶은 사랑아"                                                        | 1st Mini Album        | MSTUDIO                                            |
| 12   | Perfume                                                                 | Monday Morning                                     | Ballad               | "Perfume"                                                                | Digital Single        | Louie Music                                        |
| 12   | I You Again                                                             | Kim Dae Hun                                        | Ballad               | "I You Again"                                                            | Digital Single        | Go Home Music                                      |
| 12   | Still Hurt                                                              | iLLA                                               | Rap / Hip-hop        | "붙잡고 있어"                                                            | 1st Mini Album        | BI Entertainment                                   |
| 12   | Beautiful                                                               | Yoon Han                                           | R&B / Soul           | "Beautiful" (ft. Yoon Mirae)                                             | Digital Single        | KEYEAST                                            |
| 12   | Like a fool                                                             | Appetizer                                          | Ballad               | "Like a fool" (ft. The Daisy)                                            | Digital Single        | kp Sound                                           |
| 12   | Never Die                                                               | House Rules                                        | Electronica          | "Never Die" (ft. Cyber Diva & Kim Hoyeon)                                | Digital Single        | After Moon                                         |
| 12   | 'Shooting Star ("Sassy, Go Go" OST Part.2)                              | HanByul                                            | Drama                | "Shooting Star"                                                          | Digital Single        | The Groove Entertainment, Bridge Music             |
| 12   | PINK O'CLOCK                                                            | PLAYBACKSOUND                                      | R&B / Soul           | "TAKE A WALK"                                                            | 1st Mini Album        | CANENT                                             |
| 13   | Nothing                                                                 | Yoo Seung Eun                                      | Pop                  | "Nothing" (ft. Moon Byul of MAMAMOO)                                     | 2nd Mini Album        | CJ E&M                                             |
| 13   | Top Secret                                                              | Stephanie (The Grace)                              | Dance                | "Higher" (ft. L. Joe of TEEN TOP)                                        | 1st Mini Album        | Mafia Records                                      |
| 13   | I Wanna Walk With You                                                   | Jeon Woo Sung (Noel)                               | Ballad               | "I Wanna Walk With You"                                                  | Digital Single        | YNB Entertainment                                  |
| 13   | Go the Limit                                                            | KIGGEN (PHANTOM)                                   | Rap / Hip-hop        | "Go the Limit" (ft. Basick, Ja Mezz, ESBEE)                              | Digital Single        | Brand New Music                                    |
| 13   | My Basement                                                             | Degalo                                             | Rap / Hip-hop        | "Ah Shit!"                                                               | 1st Mini Album        | CKNO MUSIC                                         |
| 13   | Hocus-Pocus                                                             | KATE                                               | R&B / Soul           | "Hocus-Pocus"                                                            | Digital Single        | 2LSON Company                                      |
| 13   | MYK/Saltn Paper Band: Awe Fin                                           | SALTNPAPER                                         | Rock                 | "Choices"                                                                | 1st Full Album        | Mike Made                                          |
| 13   | 괜찮아 눈물아                                                           | Kan Jong Wook                                      | Ballad               | "괜찮아 눈물아" (ft. Kan Jong Woo)                                       | Digital Single        | J3 Music                                           |
| 14   | Good Bye                                                                | Elsie (T-ARA)                                      | Ballad               | "Good Bye"                                                               | 1st Digital Single    | MBK Entertainment                                  |
| 14   | Up All Night                                                            | Huh Gak                                            | R&B / Soul           | "Up All Night" (ft. Basick)                                              | Digital Single        | A Cube Entertainment                               |
| 14   | Mooy & Miro                                                             | Mooy & Miro                                        | Folk                 | "A Day In The Park"                                                      | 1st Mini Album        | MMMusic                                            |
| 14   | Real Breakup                                                            | Lydia                                              | Ballad               | "Real Breakup"                                                           | Digital Single        | Winner J Entertainment                             |
| 14   | Hate You                                                                | Erica                                              | Ballad               | "Hate You"                                                               | Digital Single        | MOJO People                                        |
| 14   | Come Along                                                              | Smells & Reno                                      | Electronica          | "Come Along" (ft. MFBTY)                                                 | Digital Single        | FeelGhoodMusic                                     |
| 14   | cynthia                                                                 | lalasweet                                          | Rock                 | "cynthia"                                                                | Digital Single        | Happy Robot Records                                |
| 14   | You're My First Love                                                    | Sllo                                               | Folk                 | "You're My First Love"                                                   | Digital Single        | Music Plug Company                                 |
| 14   | Let Deliver It                                                          | SOSIMBOYS                                          | Folk                 | "Let Deliver It"                                                         | 3rd Full Album        | Doctor9 Media                                      |
| 14   | Gift Money                                                              | Don Mills                                          | Rap / Hip-hop        | "Gift Money"                                                             | Digital Single        | STONESHIP, VMC                                     |
| 14   | God Of Mom                                                              | Myungho Park                                       | Rap / Hip-hop        | "Mom" (ft. Jang Hye Jin, Jung In, heet, Woo Jin of EAST LIGHT)           | Digital Single        | Midas Ent                                          |
| 14   | You don't know me ("She Was Pretty" OST Part.4)                         | Soyou (SISTAR, Brother Su                          | Drama                | "You don't know me"                                                      | Digital Single        | Bon Factory Worldwide                              |
| 15   | Fall, Once Again                                                        | KYUHYUN (Super Junior)                             | Ballad               | "A Million Pieces"                                                       | 2nd Mini Album        | SM Entertainment                                   |
| 15   | White Hole                                                              | ALi                                                | Rock                 | "Shining Is Blue" "The way the light"                                    | 4th Mini Album        | Juice Entertainment                                |
| 15   | Diamond                                                                 | Electroboyz                                        | Rap / Hip-hop        | "Diamond"                                                                | Digital Single        | Brave Entertainment                                |
| 15   | Sticky Rice Cake                                                        | Lee Sun Jung                                       | Adult Contemporary   | "Sticky Rice Cake"                                                       | Digital Single        | Onetwo Entertainment                               |
| 15   | New Life                                                                | Young Lion                                         | Rap / Hip-hop        | "New Life" (ft. Donutman)                                                | 2nd Digital Single    | DAYUUM Records                                     |
| 15   | No Home                                                                 | Park G                                             | R&B / Soul           | "No Home"                                                                | 6th Digital Single    | Golden Entertainment                               |
| 15   | Fine Weather                                                            | Kim Min Ji                                         | Folk                 | "Fine Weather"                                                           | Digital Single        | Honey Factory                                      |
| 15   | HOMEWORK                                                                | Broken Lips                                        | Rap / Hip-hop        | "HOMEWORK" (ft. Joe Brown)                                               | Digital Single        | Broken Lips                                        |
| 15   | ㅅ ㄹ ㅎ                                                                | Tae Sa Bi Ae                                       | Ballad               | "ㅅ ㄹ ㅎ"                                                               | Digital Single        | SC Entertainment                                   |
| 15   | Bought An Island                                                        | Swimming Pool                                      | Rock                 | "Bought An Island"                                                       | Digital Single        | Swimming Pool                                      |
| 15   | Heart                                                                   | Min Chae                                           | Ballad               | "Heart"                                                                  | Digital Single        | EVANS                                              |
| 15   | IDKYN                                                                   | VEN                                                | R&B / Soul           | "IDKYN" (ft. Hanhae of PHANTOM)                                          | Digital Single        | MOOD VINE                                          |
| 15   | Maktub Project Vol.07                                                   | LEENU                                              | Ballad               | "Saying I Love You"                                                      | Digital Single        | Martub Studio, Show Creative                       |
| 15   | Leaving Me                                                              | MONNI                                              | Rock                 | "Leaving Me"                                                             | Digital Single        | Modern Boy Entertainment                           |
| 15   | Star, Fire, Night and Such Things                                       | We Are The Night                                   | Rock                 | "Air Balloon"                                                            | 1st Mini Album        | Ruby Records                                       |
| 15   | Melt With You ("The Great Wives" OST Part.3)                            | Arie (Arie Band)                                   | Drama                | "Melt With You"                                                          | Digital Single        | LEEWAY Music & Media                               |
| 15   | 1 Life 2 Live                                                           | The Quiett                                         | Rap / Hip-Hop        | "1 Life 2 Live"                                                          | 7th Full Album        | Illionaire Records                                 |
| 15   | FOR LOSERS ONLY                                                         | SWEET SORROW                                       | Ballad               | "Rain In Seoul"                                                          | 4th Full Album        | Music&NEW                                          |
| 16   | Best Friend                                                             | UNIQ                                               | Rap / Hip-hop        | "Best Friend"                                                            | 2nd Digital Single    | YH Entertainment                                   |
| 16   | Like Father Like Son                                                    | San E                                              | Rap / Hip-hop        | "Like Father Like Son"                                                   | Digital Single        | Brand New Music                                    |
| 16   | One day to me ("My Mother Is A Daughter-In-Law" OST Part.12)            | Park Jun Gyu                                       | Drama                | "One day to me"                                                          | Digital Single        | +Plusmedia                                         |
| 16   | Message                                                                 | 1%                                                 | Electronica          | "Staaay"                                                                 | Digital Single        | ONE PERCENT MUSIC                                  |
| 16   | Distant Stars                                                           | 20 Years of Age                                    | Folk                 | "Distant Stars"                                                          | Digital Single        | Shofar Music                                       |
| 16   | No time to do this                                                      | PAVLOV                                             | Rock                 | "No time to do this"                                                     | Digital Single        | Love Rock Company                                  |
| 16   | Years ("I Have A Lover" OST Part.2)                                     | Ryu                                                | Drama                | "Years"                                                                  | Digital Single        | iWill Media                                        |
| 16   | Let You Know ("D-Day" OST Part.1)                                       | Wendy (Red Velvet)                                 | Drama                | "Let You Know"                                                           | Digital Single        | SM Entertainment                                   |
| 17   | Unpretty Rapstar 2 Track 6 & 7                                          | Various Artists                                    | Rap / Hip-hop        | "Bandz Up" (by Truedy) (ft. Dok2) "Entirely" (by Yubin) (ft. The Quiett) | Digital Single        | CJ E&M                                             |
| 19   | Yesterday                                                               | Kim Junsu (JYJ)                                    | Dance                | "Yesterday"                                                              | Mini Album            | C-JeS Entertainment                                |
| 19   | THE BEAT                                                                | Topp Dogg                                          | Dance                | "O.A.S.I.S" > "The Beat                                                  | 4th Mini Album        | Hunus Entertainment                                |
| 19   | Yes Or No                                                               | Zico (Block B)                                     | Rap / Hip-hop        | "Yes Or No" (ft. PENOMECO, The Quiett)                                   | 3rd Digital Single    | Seven Seasons                                      |
| 19   | EARLS 3-A EARLSTYLE                                                     | EARLS                                              | Rock                 | "MATCH MADE IN HEAVEN"                                                   | 2nd Mini Album        | Earls                                              |
| 19   | I'm Your Man                                                            | 5who                                               | Folk                 | "I'm Your Man"                                                           | Digital Single        | Black Swan Entertainment                           |
| 19   | Good Bye Then                                                           | Lupinus                                            | Ballad               | "Good Bye Then"                                                          | Digital Single        | Madaleine Music                                    |
| 19   | Yes, I love it                                                          | B-Rock                                             | Rap / Hip-hop        | "Yes, I love it"                                                         | Digital Single        | Headline Music                                     |
| 19   | Odd Eye                                                                 | LONG:D                                             | Electronica          | "Ood Eye"                                                                | Digital Single        | D Ocean Music                                      |
| 19   | Don't Know Why                                                          | Jubora                                             | R&B / Soul           | "Don't Know Why"                                                         | Digital Single        | Neuron Music                                       |
| 19   | Soul In Noul                                                            | Nuol                                               | R&B / Soul           | "I Can't Breathe"                                                        | 3rd Mini Album        | QUAN Entertainment                                 |
| 19   | Flower ("Sassy, Go Go" OST Part.3)                                      | Lizzy (After School)                               | Drama                | "Flower" (ft. Kanto of TROY)                                             | Digital Single        | The Groove Entertainment, Bridge Music             |
| 19   | Unforgettable No.2                                                      | Suh Young Eun                                      | R&B / Soul           | "Raining Apgujeong"                                                      | Digital Single        | JJ Holic Media                                     |
| 20   | The Story Begins                                                        | TWICE                                              | Dance                | "Like OOH-AHH" (released October 20, 2015)                               | Debut Mini Album      | JYP Entertainment                                  |
| 20   | My Friend's Boyfriend                                                   | DIA                                                | Dance                | "My Friend's Boyfriend"                                                  | Digital Single        | MBK Entertainment                                  |
| 20   | It's Me                                                                 | Andup                                              | Rap / Hip-hop        | "It's Me" (ft. Incredivle)                                               | Digital Single        | STONESHIP                                          |
| 20   | THE LONG JOURNEY                                                        | Tei                                                | Dance                | "Good Old Days"                                                          | Digital Single        | SidusHQ                                            |
| 20   | Forever Love                                                            | Buzz                                               | Rock                 | "Forever Love" (released October 20, 2015)                               | Digital Single        | Santa Music                                        |
| 20   | F/W                                                                     | SLEEPY (Untouchable)                               | Rap / Hip-hop        | "Kibuntat" (ft. Baek Ah Yeon)                                            | 1st Digital Single    | TS Entertainment                                   |
| 20   | Avenue Nowhere                                                          | M Crown                                            | Dance                | "Avenue Nowhere"                                                         | Debut Digital Single  | Star Pro Entertainment                             |
| 20   | You are by my side ("A Daughter Just Like You" Part.13)                 | Kim Do Hyun                                        | Drama                | "You are by my side"                                                     | Digital Single        | +Plusmedia                                         |
| 20   | So I Love You                                                           | YAMA Sounds                                        | R&B / Soul           | "So I Love You"                                                          | Digital Single        | Colorful Records                                   |
| 20   | Black Soul Symphony                                                     | BS Sage                                            | Rap / Hip-hop        | "Black Soul Symphony"                                                    | Digital Single        | Next Page Creative                                 |
| 20   | Stealer                                                                 | Taibian                                            | Rap / Hip-hop        | "Stealer"                                                                | Digital Single        | Music Joiner Entertainment                         |
| 20   | It Isn't Hot                                                            | Paul Kim, VASCO                                    | R&B / Soul           | "It Isn't Hot"                                                           | Digital Single        | 87sound                                            |
| 20   | Temptation                                                              | ATT (Asia Twinkle Treasure)                        | Dance                | "Temptation"                                                             | Debut Digital Single  | Broad Entertainment                                |
| 21   | D                                                                       | KIM DONG WAN (SHINHWA)                             | Dance                | "I'M FINE" "PIECE" (ft. Cjamm)                                           | 1st Mini Album        | CI Entertainment                                   |
| 21   | Reborn                                                                  | Click-B                                            | Rock                 | "Reborn"                                                                 | Digital Single        | DSP Media                                          |
| 21   | Dignity of Parting                                                      | Baechigi                                           | Rap / Hip-hop        | "Dignity of Parting" (ft. LYn)                                           | Digital Single        | YMC Entertainment                                  |
| 21   | The River At Night                                                      | Pro C (MADTOWN)                                    | Rap / Hip-hop        | "The River At Night" (ft. Eunha of GFRIEND)                              | 3rd Digital Single    | J. Tune Camp                                       |
| 21   | PARACHUTE                                                               | CODE KUNST                                         | Rap / Hip-hop        | "PARACHUTE" (ft. Oh Hyuk & Dok2)                                         | Digital Single        | HIGHGRND                                           |
| 21   | The Real Reason Why We Broke Up                                         | HanAll                                             | Folk                 | "The Real Reason Why We Broke Up"                                        | Digital Single        | Star Night Music                                   |
| 21   | Infinity                                                                | Yuri                                               | R&B / Soul           | "Infinity"                                                               | Digital Single        | GF Music                                           |
| 22   | Lonely                                                                  | N.Flying                                           | Rock                 | "Lonely"                                                                 | 1st Single Album      | FNC Entertainment                                  |
| 22   | Strong Girl And Weak Boy                                                | Rooftop House Studio                               | Rock                 | "Strong Girl And Weak Boy" (ft. Little S)                                | Digital Single        | Fun Factory 7, LOEN Entertainment                  |
| 22   | HERO                                                                    | MONSTA X                                           | Rap / Hip-hop        | "HERO" (Broadcasting Ver)                                                | Digital Repackage     | Starship Entertainment                             |
| 22   | eSNa The Singer                                                         | eSNa                                               | R&B / Soul           | "Me, Today" (ft. San E)                                                  | Digital Single        | Rainbow Bridge World                               |
| 22   | Billionaire Sound                                                       | Big Brain                                          | R&B / Soul           | "Welcome"                                                                | Debut Single          | KT Music                                           |
| 22   | Bicycle                                                                 | Bittersweet Sound                                  | Rap / Hip-hop        | "Bicycle"                                                                | Digital Single        | Bitter Sweet Sound                                 |
| 22   | MONNI 10th Anniversary Best Album 'FIX' CD2                             | MONNI                                              | Rap / Hip-hop        | "Beautiful"                                                              | Best Album            | Modern Boy Entertainment                           |
| 22   | Eoreo                                                                   | VASCO, Cjamm, BewhY, Konsoul, SCARY'P              | Rap / Hip-hop        | "Eoreo"                                                                  | Digital Single        | High Flies                                         |
| 22   | Only you ("She Was Pretty" OST Part.5)                                  | SiWon (Super Junior)                               | Drama                | "Only you"                                                               | Digital Single        | Bon Factory Worldwide                              |
| 23   | CHAT SHIRE                                                              | IU                                                 | Dance                | "Twenty-three"                                                           | 4th Mini Album        | LOEN Entertainment                                 |
| 23   | ground part.1                                                           | Casker                                             | Electronica          | "The Smiler"                                                             | 7th Full Album        | Pastel Music                                       |
| 23   | Solar Emotion Part.1                                                    | Solar (MAMAMOO)                                    | Ballad               | "Lived Like a Fool"                                                      | Digital Single        | Rainbow Bridge World, CJ E&M                       |
| 23   | Kiss & Goodbye                                                          | TROPHY                                             | Dance                | "Kiss & Goodbye"                                                         | Debut Single          | Family Music Entertainment                         |
| 23   | I Don't See My Heart Cry ("My Mother Is A Daughter-In-Law" OST Part.13) | Dia                                                | Drama                | "I Don't See My Heart Cry"                                               | Digital Single        | +Plusmedia                                         |
| 23   | Love More                                                               | The Daisy                                          | Ballad               | "Love More"                                                              | Digital Single        | Winner J Entertainment                             |
| 23   | The Day ("D-Day" OST Part.2)                                            | Jung Dong Ha                                       | Drama                | "The Day"                                                                | Digital Single        | SM Entertainment                                   |
| 24   | Unpretty Rapstar 2 Track 8 (Prod. by YDG)                               | KittiB                                             | Rap / Hip-hop        | "아슬아슬해" (ft. Microdot, YDG)                                         | Digital Single        | CJ E&M                                             |
| 26   | I Wish I Love You ("My Mother Is A Daughter-In-Law" OST Part.14)        | Heo Gong                                           | Drama                | "I Wish I Love You"                                                      | Digital Single        | +Plusmedia                                         |
| 26   | 그대가 들어온걸요 ("A Daughter Just Like You" OST Part.14)              | Ami                                                | Drama                | "그대가 들어온걸요                                                       | Digital Single        | +Plusmedia                                         |
| 26   | Draw You                                                                | Ra. D x d.ear x BrotherSu x JooYoung               | R&B / Soul           | "Draw You"                                                               | Digital Single        | 24th Street, RealCollabo                           |
| 26   | Wedding Song                                                            | Kim Woo Joo                                        | Ballad               | "Wedding Song" (ft. Zion.T, Crush, DEAN)                                 | Digital Single        | Space Sound                                        |
| 27   | 4 Walls                                                                 | f(x)                                               | Electronica          | "4 Walls"                                                                | 4th Full Album        | SM Entertainment                                   |
| 27   | 20                                                                      | ChaMane                                            | Rap / Hip-hop        | "In Club" (ft. Babylon)                                                  | Digital Single        | GVOY Records                                       |
| 27   | 247                                                                     | Junggigo                                           | R&B / Soul           | "247" (ft. Zion.T, Crush, DEAN)                                          | Digital Single        | Starship Entertainment                             |
| 27   | 첫 편지                                                                 | Postmen                                            | Ballad               | "참 빨리도 잊는다"                                                       | 1st Mini Album        | Ubuntu Entertainment                               |
| 27   | La La La                                                                | P.L.O                                              | Dance                | "La La La"                                                               | Debut Single          | Butterfly Entertainment                            |
| 27   | Thank You                                                               | Accoustic Vei                                      | Ballad               | "Thank You"                                                              | Digital Single        | Winner J Entertainment                             |
| 27   | Hee Joo                                                                 | Jung Hee Joo                                       | Ballad               | "Blamket"                                                                | 1st Mini Album        | SAM Music                                          |
| 27   | Susan                                                                   | Kim Sawol                                          | Folk                 | "Bedside"                                                                | 1st Full Album        | Kim Sawol                                          |
| 27   | Did You Forget                                                          | Mellou Spoon                                       | Folk                 | "Did You Forget"                                                         | Digital Single        | Show Creative                                      |
| 28   | Sweet Now                                                               | Damiano                                            | Rap / Hip-hop        | "Sweet Now" (ft. Kim Namjoo of Apink)                                    | 2nd Digital Single    | BlueBridge                                         |
| 28   | Bootie Shake                                                            | DOKKAEBI                                           | Electronica          | "Bootie Shake"                                                           | Digital Single        | Elijah Entertainment                               |
| 28   | Baek Seung Hwan's Small House                                           | Baek Seung Hwan                                    | Folk                 | "Gaap"                                                                   | 1st Mini Album        | 100sounds                                          |
| 28   | Time; Tears In My Eyes                                                  | Yoon Guitar                                        | Folk                 | "Loved"                                                                  | 2nd Mini Album        | Willow Music                                       |
| 28   | Hang Around                                                             | Groovy Rain                                        | R&B / Soul           | "Hang Around"                                                            | Digital Single        | GVR Entertainment                                  |
| 29   | I Am                                                                    | Shin Seung Hoon                                    | Pop                  | "Me, Myself"                                                             | 11th Album Part.1     | Dorothy Company                                    |
| 29   | LOVE TALK                                                               | Kisum                                              | Rap / Hip-hop        | "LOVE TALK" (ft. Hwasa of MAMAMOO)                                       | Digital Single        | MAPPS Entertainment                                |
| 29   | Under The Moon                                                          | Moon Knife                                         | Rap / Hip-hop        | "Reply"                                                                  | Debut Mini Album      | BEATRO                                             |
| 30   | Rush                                                                    | PPL                                                | Pop                  | "Rush"                                                                   | Debut Single          | por anunciar                                       |
| 30   | Dal Dal Project Vol.9                                                   | Fresh Girls                                        | Rock                 | "바람아"                                                                 | Digital Single        | ChungChun Music                                    |

#### Novembro
| Data | Título(s)                                                             | Artista(s)                 | Gênero(s)            | Single(s)                                                   | Notas                    | Gravadora(s)                            |
| ---- | --------------------------------------------------------------------- | -------------------------- | -------------------- | ----------------------------------------------------------- | ------------------------ | --------------------------------------- |
| 02   | Cry & Blow                                                            | JOO                        | Balada               | "Cry & Blow"                                                | Single Digital           | Woollim Entertainment                   |
| 02   | D.O.A.                                                                | HIGH4                      | Dance                | "D.O.A.(Dead or Alive)"                                     | Single Digital           | N.A.P Entertainment                     |
| 02   | Under the moonlight                                                   | VAV                        | Rap / Hip-hop        | "Under the moonlight"                                       | Debut Mini Álbum         | AQ Entertainment, CJ E&M Music          |
| 02   | W.D.W                                                                 | MC Mong                    | Rap / Hip-hop        | "Secretly"                                                  | Mini Álbum               | DreamT Entertainment                    |
| 02   | Wonderful As Always                                                   | Sol Bi                     | Dance                | "Wonderful As Always"                                       | Single Digital           | Ruby Records, MAP Crew                  |
| 02   | It Wouldn`t Come Again ("My Mother Is A Daughter-In-Law" OST Part.15) | Yoon Bitnara               | Drama                | "It Wouldn`t Come Again"                                    | Single Digital           | +Plusmedia                              |
| 03   | Hello                                                                 | Gavy NJ                    | Balada               | "Hello" (ft. Hip Job)                                       | Mini Album               | Goodfellas Entertainment                |
| 03   | Boys And Girls                                                        | Zico (Block B)             | Dance, Rap / Hip-hop | "Boys And Girls" (ft. Babylon)                              | 1.º Álbum Single         | Seven Seasons                           |
| 03   | The Day We Felt Distance                                              | Kyuhyun (Super Junior)     | Ballad               | "The Day We Felt Distance"                                  | Single Digital           | SM Entertainment                        |
| 04   | Believe                                                               | Year 7 Class 1             | Dance, Balada        | "Believe"                                                   | 1°Mini Álbum             | Dareun Byeol Entertainment              |
| 05   | Basic                                                                 | Brown Eyed Girls           | Dance                | "Brave New World" "Warm Hole"                               | 6.° Full Album           | Mystic Entertainment                    |
| 05   | ₩ORLD₩IDE                                                             | Jay Park                   | Rap, Hip-Hop         | "₩ORLD₩IDE" (ft. Dok2 & The Quiett)"You Know" (ft. Okasian) | 3°Full Album             | AOMG                                    |
| 05   | ZERO IN                                                               | ROMEO                      | Dance                | "Target"                                                    | 2.° Mini Álbum           | CT Entertainment                        |
| 05   | Demonstrate                                                           | RaNia                      | Dance                | "Demonstrate"                                               | 3.° Mini Álbum           | DR Music International                  |
| 05   | B-Kite 2                                                              | MC Sniper                  | Rap / Hip-hop        | "Redemption""Where We Were" (ft. Choi Young Tae)            | Mini Album               | B-Kite                                  |
| 9    | A Song For You                                                        | HeartB                     | Balada               | "A Song For You"                                            | 4.° Single Digital       | Marble Pop Entertainment                |
| 10   | Chained Up                                                            | VIXX                       | Dance                | "Chained Up"                                                | 2.° Full Album           | Jellyfish Entertainment                 |
| 10   | Storm                                                                 | M.A.P. 6                   | Dance                | "Storm"                                                     | Debut Single             | DreamT Entertainment                    |
| 10   | Skip                                                                  | TAHITI                     | Dance                | "Skip"                                                      | 4.° Single Digital       | Dream Star Entertainment                |
| 10   | Hands Up                                                              | WANNA.B                    | Dance                | "Hands Up"                                                  | 2.° Single Digital       | Zenith Media Contents                   |
| 10   | & I Am                                                                | Shin Seung Hoon            | Pop                  | "MAYO (Feat. Beenzino)"                                     | 11th Album Part.2        | Dorothy Company                         |
| 11   | Thinking About You                                                    | Younha                     | Balada               | "Thinking About You"                                        | Single Digital           | C9 Entertainment                        |
| 11   | Hulk Smash                                                            | DOKKAEBI                   | Electronica          | "Hulk Smash"                                                | Single Digital           | Elijah Entertainment                    |
| 12   | Murphy & Sally                                                        | D. Holic                   | Dance                | "Murphy & Sally"                                            | 1.º Álbum Single         | H-Mate Entertainment                    |
| 12   | OMGT                                                                  | MADTOWN                    | Dance-Pop            | "OMGT"                                                      | 1.° Single Digital       | J. Tune Camp                            |
| 12   | Gently                                                                | DiaGirls                   | Dance                | "Gently"                                                    | Single digital de debut  | DIAMOND ONE Entertainment               |
| 12   | High Up                                                               | HighBrow, Dok2             | Balada               | "High Up"                                                   | Single Digital           | MBK Entertainment & Illionaire Records  |
| 12   | Cosmic Color                                                          | Hologram Film              | Rock                 | "Virgin Forest"                                             | 3.° Mini Álbum           | Mirrorball Music                        |
| 12   | Ling                                                                  | Ja Mezz                    | Rap / Hip-hop        | "Ling"                                                      | Single Digital           | CJ E&M                                  |
| 12   | Project Compound                                                      | JJK                        | Rap / Hip-hop        | "Compound #3: I Wish (Feat. BewhY, Drev)"                   | Mini Álbum               | LOEN Entertainment                      |
| 12   | Once In A Lifetime                                                    | Kim Jo Han                 | R&B / Soul           | "Learn Sick Out"                                            | Full Álbum               | Universal Music                         |
| 12   | Shoelaces                                                             | Joosuc                     | Rap / Hip-hop        | "Shoelaces" (Feat. July31)                                  | Digital Single           | KT Music                                |
| 12   | Like A Wonder                                                         | Park Won (One More Chance) | Balada. Rock         | "The Two Of Us" (Feat. Lee EunA)                            | Full Album               | InterPark                               |
| 12   | Please (I'll Be Fine OST Part.4)                                      | Woo Eun Mi                 | Drama                | "Please"                                                    | Digital Single           | Danal Entertainment                     |
| 13   | Memories (D-Day OST Part.3)                                           | Kangin (Super Junior)      | Drama                | "Memories"                                                  | Digital Single           | KT Music                                |
| 13   | I'll Write                                                            | ABC                        | Rap / Hip-hop        | "I'll Write (Feat. ALi)                                     | Digital Single           | Sony Music                              |
| 13   | Die-A Project Vol.1                                                   | Die-A                      | Dance                | "Walking"                                                   | Digital Single           | Happy Face Entertainment                |
| 13   | Portrait EP                                                           | J-DOGG                     | Rap / Hip-hop        | "Chloe" (Feat. Lazy Kuma Of Kuma park)                      | Mini Album               | Rumi Covenant Entertainment             |
| 13   | I Can See Your Voice 2 Part.2                                         | Kim Dong Ha                | Ballad               | "Tears Dripping"                                            | Digital Single           | CJ E&M                                  |
| 13   | The Distant Future                                                    | Kim Jung Min               | Ballad               | "The Distant Future"                                        | Digital Single           | InterPark                               |
| 13   | Bottle Of Interest                                                    | Kyun Woo                   | R&B / Soul           | "Bottle Of Interest" (Feat. Verbal Jint)                    | Digital Single           | MMO Entertainment & CJ E&M              |
| 13   | DDODDO                                                                | myB                        | Dance                | "DDODDO"                                                    | 2nd Single               | Maroo Entertainment                     |
| 13   | 8NUVO                                                                 | Nuvo                       | Rap / Hip-hop        | "Ok About It" (Feat. Pluto)                                 | Mini Album               | Media Crime                             |
| 13   | Tell Me Why                                                           | Pae Su Jung, Na Yoon Kwon  | Ballad               | "Tell Me Why"                                               | Digital Single           | Senses Entertainment                    |
| 13   | Ambulance                                                             | Super Bee                  | Rap / Hip-hop        | "Ambulance"                                                 | Digital Single           | LOEN Entertainment                      |
| 13   | 38.5                                                                  | Truelove                   | Ballad               | "38.5" (Feat. Honey Lips)                                   | Digital Single           | LOEN Entertainment                      |
| 13   | Maraba                                                                | Yasu                       | Rap / Hip-hop        | "Maraba" (Feat. Basick)                                     | Digital Single           | LOEN Entertainment                      |
| 13   | Do Not Be Jealuos                                                     | SEI                        | R&B / Soul           | "Do Not Be Jealous"                                         | Digital Single           | EMO Music                               |
| 16   | Matrix                                                                | B.A.P                      | Dance                | "Young, Wild & Free"                                        | 4th Mini Album           | TS Entertainment                        |
| 16   | Welcome Back                                                          | iKON                       | Dance, Rap / Hip-hop | "Come Here (Anthem)" "Apology"                              | Digital Single           | YG Entertainment                        |
| 16   | Shall We                                                              | SNUPER                     | Dance                | "Shall We Dance"                                            | Debut Mini Album         | WIDMAY Entertainment                    |
| 17   | Taola                                                                 | B.I.G                      | Dance                | "Taola"                                                     | Digital Single           | GH Entertainment                        |
| 17   | por anunciar                                                          | Dynamic Duo                | R&B / Hip-hop        | por anunciar                                                | 8th Full Album           | Amoeba Culture                          |
| 17   | NAIL                                                                  | The Legend                 | Dance                | "NAIL"                                                      | Digital Single           | SS Entertainment                        |
| 17   | 나쁜 여자                                                             | Purfles                    | Dance                | "나쁜 여자"                                                 | por anunciar             | por anunciar                            |
| 18   | Hot Pink                                                              | EXID                       | Dance                | "Hot Pink"                                                  | Digital Single           | Yedang Entertainment // Wellmade Yedang |
| 18   | FM302                                                                 | Lee Hongki (FTISLAND)      | Ballad               | por anunciar                                                | 1st Album                | FNC Entertainment                       |
| 19   | 못먹는감                                                              | San E x Mad Clown          | Rap / Hip-hop        | "못먹는감"                                                  | por anunciar             | por anunciar                            |
| 21   | Hello Bitches                                                         | CL (2NE1)                  | Dance                | "Hello Bitches" (lançamento 21 de novembro de 2015)         | Single Digital           | YG Entertainment                        |
| 23   | MAD Winter Edition                                                    | GOT7                       | Dance                | "Confession Song" (lançamento 23 de novembro de 2015)       | 4.° Mini Álbum Repackage | JYP Entertainment                       |
| 24   | Lost ('til the night is over)                                         | Nine Muses                 | Dance                | "Can't Sleep, Am Hungry "                                   | 5.° Mini Álbum           | Star Empire Entertainment               |
| 25   | Boing Boing                                                           | APRIL                      | Dance                | "Muah!" (lançamento 25 de novembro de 2015)                 | 1.º Álbum Single         | DSP Media                               |
| 27   | W                                                                     | Dongwan (SHINHWA)          | Dance                | "Du Du Du" (lançamento 27 de novembro de 2015)              | 2.° Mini Álbum           | CI Entertainment                        |
| 27   | BRAVO!                                                                | UP10TION                   | Dance                | "Catch me!" (lançamento 27 de novembro de 2015)             | 2.° Mini Álbum           | TOP Media                               |
| 30   | The Most Beautiful Moment in Life, Part 2                             | Bangtan Boys               | Dance, Hip-hop       | "Butterfly" (Lançamento 30 de novembro de 2015)             | 3.° Mini Álbum           | Big Hit Entertainment                   |

#### Dezembro
| Data         | Título(s)    | Artista(s)            | Gênero(s)            | Single(s)                                       | Notas                   | Gravadora(s)     |
| ------------ | ------------ | --------------------- | -------------------- | ----------------------------------------------- | ----------------------- | ---------------- |
| 1            | DSC          | PSY                   | Rap / Hip-hop        | "?" (lançamento dezembro de 2015)               | DSC                     | YG Entertainment |
| 4            | Big Dipper   | Roy Kim               | Pop                  | "Big Dipper" (lançamento 4 de dezembro de 2015) | 3.° Full Álbum          | CJ E&M           |
| 14           | Welcome Back | iKON                  | Dance, Rap / Hip-hop | "?" (lançamento 14 de dezembro de 2015)         | Full Álbum              | YG Entertainment |
| por anunciar | DSC          | EXO                   | Dance, Pop           | "?" (lançamento dezembro de 2015)               | Álbum especial de Natal | SM Entertainment |
| por anunciar | DSC          | Girls' Generation-TTS | Dance                | "?" (lançamento dezembro de 2015)               | DSC                     | SM Entertainment |